# Liste der Biografien/Bald
Liste der Biografien |
Portal Biografien |
Personensuche
# |
A |
B |
C |
D |
E |
F |
G |
H |
I |
J |
K |
L |
M |
N |
O |
P |
Q |
R |
S |
T |
U |
V |
W |
X |
Y |
Z |
?
 
Ba |
Be |
Bd |
Bg |
Bh |
Bi |
Bj |
Bl |
Bm |
Bn |
Bo |
Br |
Bs |
Bu |
Bw |
By |
Bz
 
Baa |
Bab |
Bac |
Bad |
Bae |
Baf |
Bag |
Bah |
Bai |
Baj |
Bak |
Bal |
Bam |
Ban |
Bao |
Bap |
Baq |
Bar |
Bas |
Bat |
Bau |
Bav |
Baw |
Bax–Baz
 
Bala |
Balb |
Balc |
Bald |
Bale |
Balf |
Balg |
Balh |
Bali |
Balj |
Balk |
Ball |
Balm |
Baln |
Balo |
Balp |
Balq |
Bals |
Balt |
Balu |
Balv |
Balw |
Baly |
Balz
Die Liste der Biografien führt alle Personen auf, die in der deutschsprachigen Wikipedia einen Artikel haben. Dieses ist eine Teilliste mit 448 Einträgen von Personen, deren Namen mit den Buchstaben „Bald“ beginnt.

## Bald
- Bald, Detlef (* 1941), deutscher Politologe, Publizist und Historiker
- Bald, Georg (1903–1944), deutscher Verwaltungsjurist und Ministerialbeamter, Landrat des Kreises Meschede (1934–1936)
- Bald, Ken (1920–2019), US-amerikanischer Comiczeichner
- Bald, Klaus (1936–2018), deutscher Diplomat
- Bald, Ludwig (1902–1945), deutscher Historiker
- Bald, Marion, deutsche Biathletin
- Bald, Wolf-Dietrich (1942–2004), deutscher Anglist, Sprachwissenschaftler und Hochschullehrer

### Balda
- Balda, Bernd-Rüdiger (* 1939), deutscher Dermatologe
- Balda, Fernando, ecuadorianischer Politiker
- Baldacchino, Claudette Abela (* 1973), maltesische Politikerin, MdEP
- Baldacchino, Francis (1936–2009), maltesischer Ordensgeistlicher, römisch-katholischer Bischof von Malindi
- Baldacchino, Joseph M. (1922–2006), maltesischer Politiker, Parlamentssprecher Maltas
- Baldacchino, Peter (* 1960), maltesischer Geistlicher und römisch-katholischer Bischof von Las Cruces
- Baldacci, Anton von (1762–1841), österreichischer Staatsmann
- Baldacci, Antonio (* 1951), italienischer Ruderer
- Baldacci, David (* 1960), US-amerikanischer SchriftstellerDavid Baldacci (* 1960)

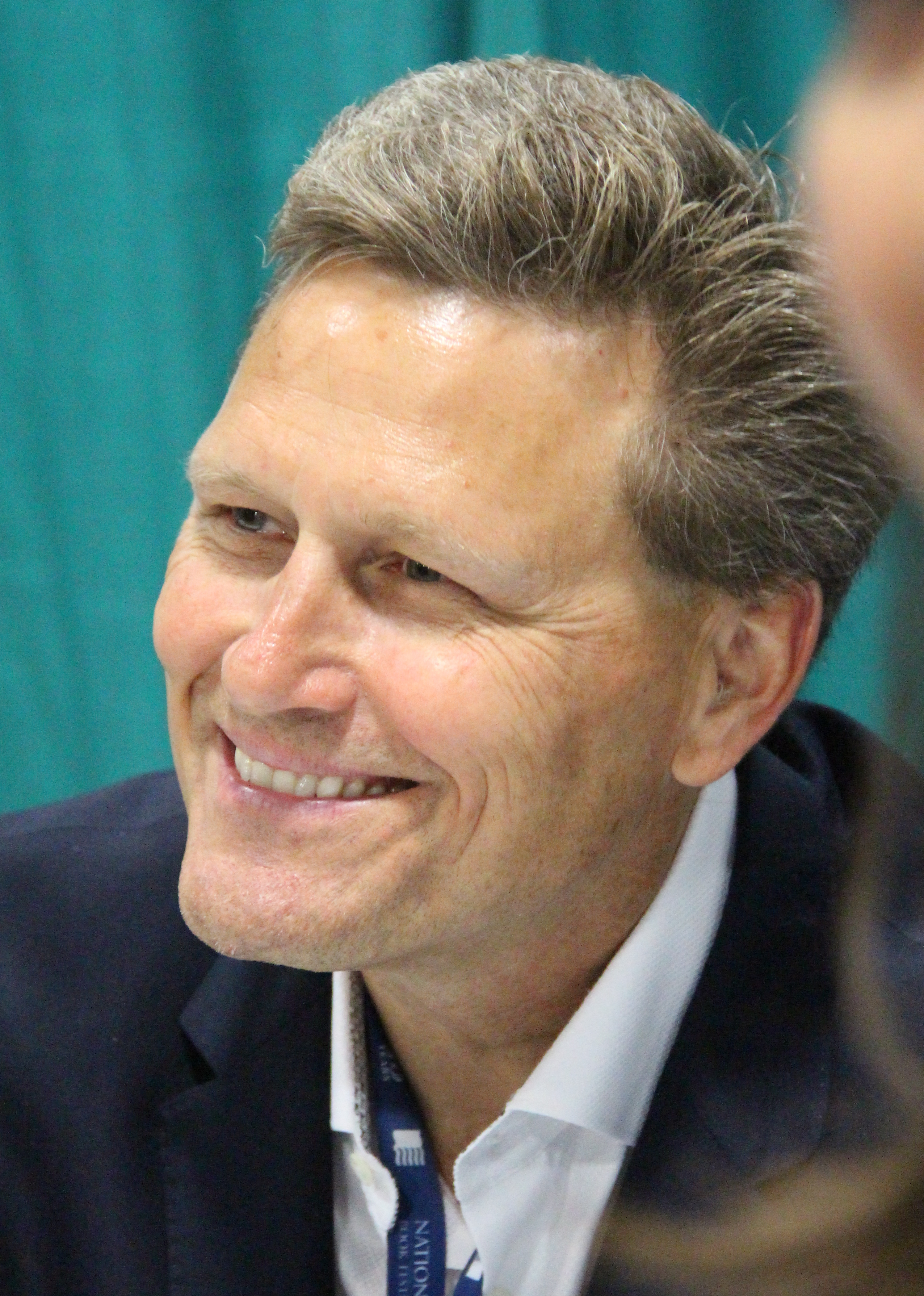
David Baldacci (* 1960)

- Baldacci, John (* 1955), US-amerikanischer Politiker (Demokratische Partei)
- Baldaccini, César (1921–1998), französischer Bildhauer und Plastiker
- Baldaeus, Philippus (1632–1671), niederländischer Prediger, Schriftsteller, Proto-Indologe und -Ethnologe
- Baldaia, Afonso Gonçalves, portugiesischer Seefahrer und Entdecker
- Baldajew, Danzig Sergejewitsch (1925–2005), russischer Miliz-Offizier und Autor mehrerer kriminalwissenschaftlicher Bücher
- Baldamus, Alfred (1856–1908), deutscher Pädagoge und Historiker
- Baldamus, Alfred Ferdinand (1820–1886), deutscher Politiker, MdR
- Baldamus, Conrad (1940–2024), deutscher Internist, Nephrologe und Hochschullehrer
- Baldamus, Eduard (1812–1893), deutscher Ornithologe
- Baldamus, Hartmuth (1891–1917), sächsischer Jagdflieger im Ersten Weltkrieg
- Baldamus, Karl (1784–1852), deutscher Jurist, Publizist, Lyriker, Erzähler, und Dichter
- Baldamus, Senta (1920–2001), deutsche Bildhauerin mit dem überwiegenden Wirkungskreis in Berlin
- Baldamus, Wilhelm (1908–1991), britischer Soziologe deutscher Herkunft
- Baldanello, Emilio (1902–1952), italienischer Schauspieler
- Baldanello, Gianfranco (* 1928), italienischer Regisseur
- Baldanzi, Tommaso (* 2003), italienischer Fußballspieler
- Baldaque, Leonor (* 1977), portugiesische Schauspielerin
- Baldas, Fabio (* 1949), italienischer Fußballschiedsrichter
- Baldass, Ludwig (1887–1963), österreichischer Kunsthistoriker
- Baldassara, Patrick (* 1952), französischer Fußballspieler
- Baldassare Estense, italienischer Maler, Bildhauer und Medailleur
- Baldassari, Benedetto († 1739), italienischer Opernsänger (Sopran-Kastrat)
- Baldassari, Jean (1925–2018), französischer Radrennfahrer
- Baldassari, Pietro, italienischer Komponist und Geistlicher des Barock
- Baldassarre, Raf (1932–1995), italienischer Schauspieler
- Baldassarre, Raffaele (1956–2018), italienischer Politiker (Il Popolo della Libertà), MdEP
- Baldassarre, Simona (* 1970), italienische Ärztin und Politikerin (Lega), MdEP
- Baldassarri, Francesco (* 1951), italienischer Mathematiker
- Baldassarri, Lorenzo (* 1996), italienischer MotorradrennfahrerLorenzo Baldassarri (* 1996)

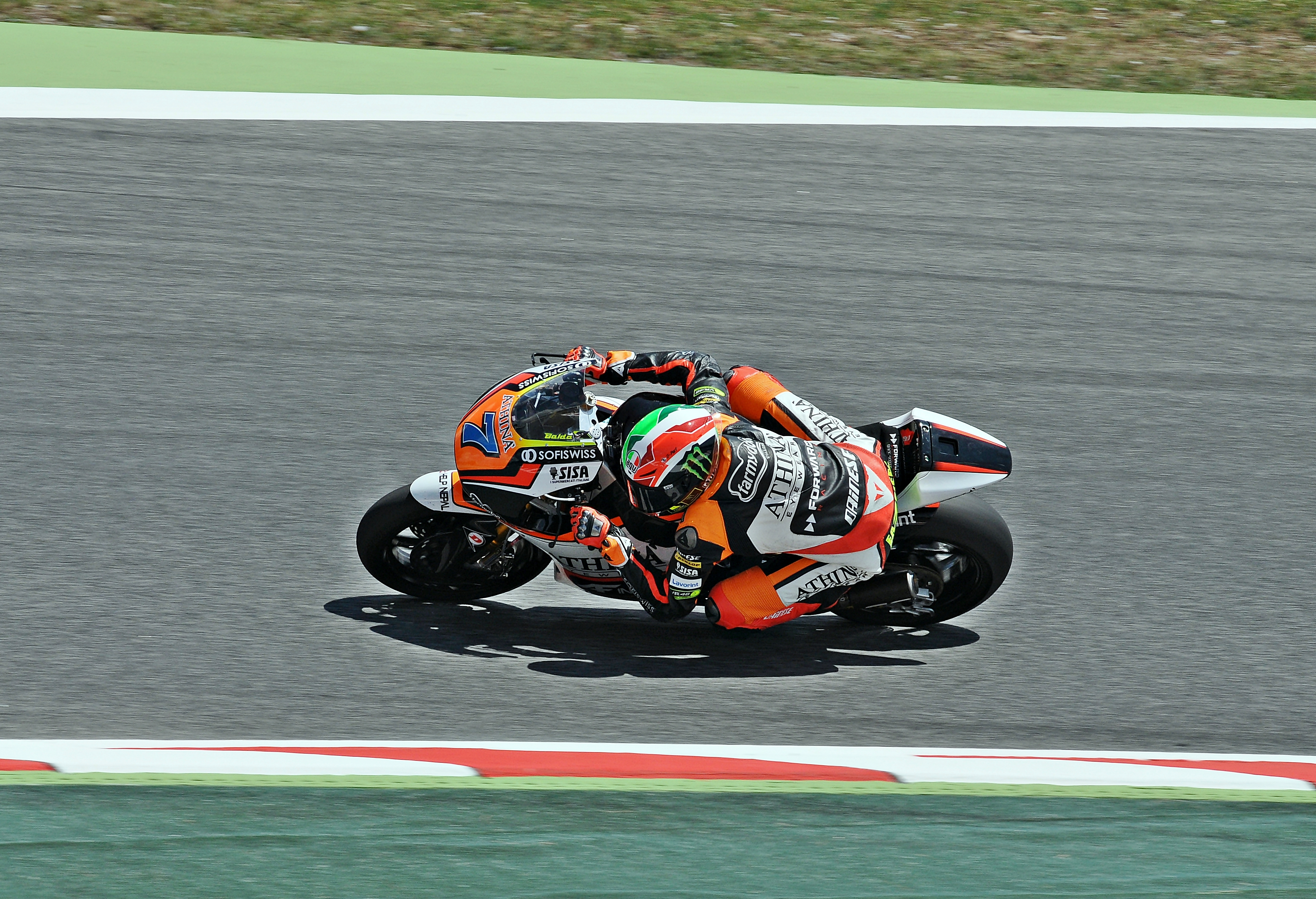
Lorenzo Baldassarri (* 1996)

- Baldassarri, Salvatore (1907–1982), italienischer Geistlicher, Erzbischof von Ravenna-Cervia
- Baldasseroni, Albert (* 1933), französischer Radrennfahrer
- Baldassi, Héctor (* 1966), argentinischer Fußballschiedsrichter
- Baldato, Fabio (* 1968), italienischer Radrennfahrer
- Baldauf, Adam (1580–1631), österreichischer Bildhauer
- Baldauf, Adolf (1938–2017), deutscher Skispringer und Nordischer Kombinierer
- Baldauf, Albert (1917–1991), deutscher Politiker (CDU), MdB, MdL
- Baldauf, Anja (* 1973), deutsche Musikerin und Dozentin für Akkordeon und Klavier
- Baldauf, Annemarie (* 1919), deutsche Emigrantin in die USA
- Baldauf, Christian (* 1967), deutscher Politiker (CDU), MdLChristian Baldauf (* 1967)

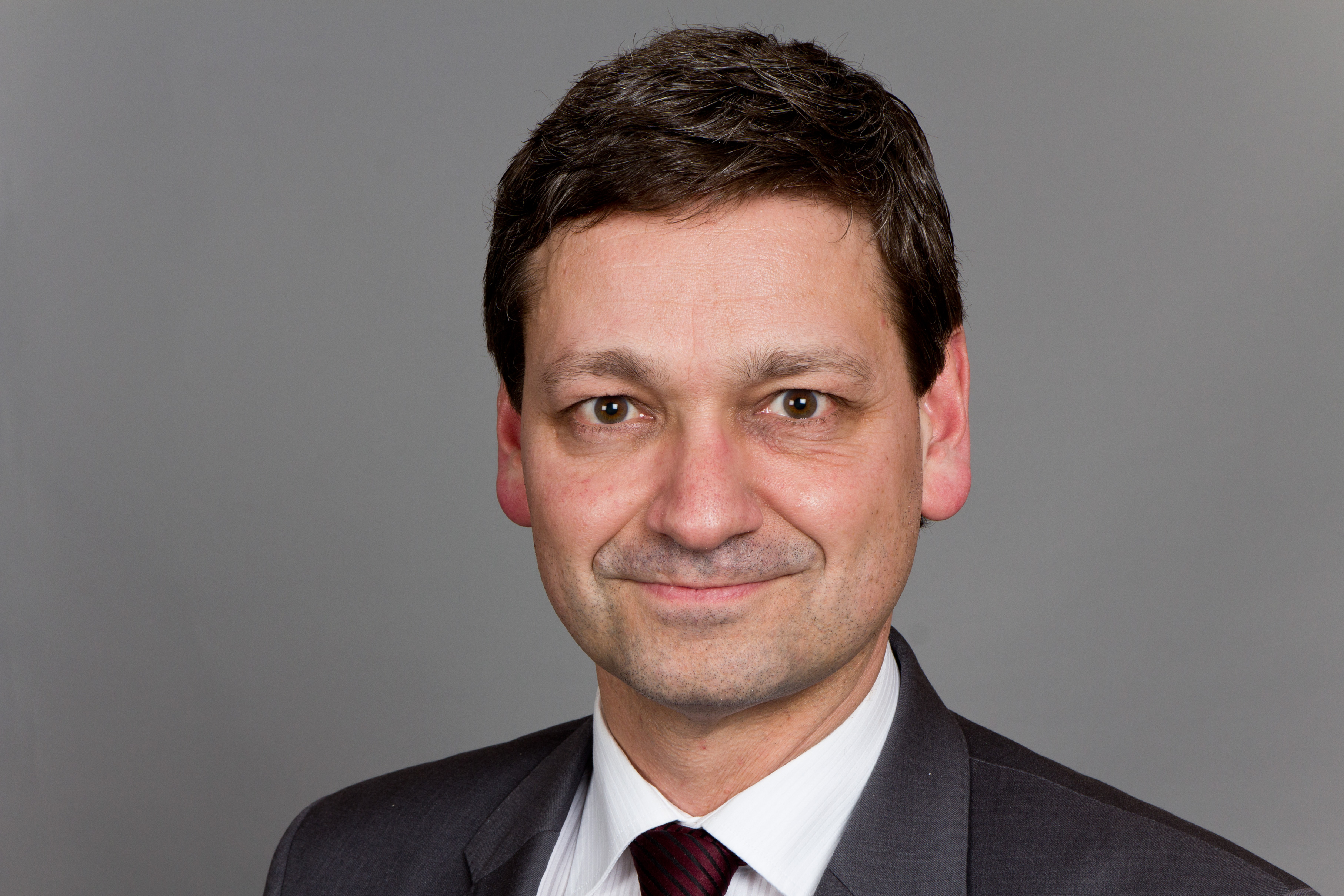
Christian Baldauf (* 1967)

- Baldauf, Christoph († 1580), deutscher Pädagoge
- Baldauf, Daniel (* 1986), österreichischer Bahnradfahrer
- Baldauf, Dario (* 1985), österreichischer Fußballspieler
- Baldauf, Dominik (* 1992), österreichischer Skilangläufer
- Baldauf, Elisabeth (* 1990), österreichische Badmintonspielerin
- Baldauf, Fritz (1898–1962), deutscher Unternehmer
- Baldauf, Günther (* 1923), deutscher Emigrant
- Baldauf, Gustav (* 1880), deutsches NS-Opfer
- Baldauf, Hannes (1938–2015), deutscher Fußballspieler und -trainer
- Baldauf, Ignaz († 1795), deutscher Rokoko-Maler
- Baldauf, Ingeborg (* 1956), deutsche Turkologin
- Baldauf, Joachim (* 1965), deutscher Fotograf und Verleger
- Baldauf, Jörg (* 1967), deutscher Behindertensportler
- Baldauf, Karl Gottfried (1751–1811), deutscher Bergingenieur
- Baldauf, Manfred (* 1952), deutscher Politiker (FDP), MdL
- Baldauf, Marco (* 1979), österreichischer Kunstturner
- Baldauf, Marco (* 1990), deutscher Schachspieler
- Baldauf, Margarete (* 1894), deutsche Emigrantin
- Baldauf, Michael (1918–1997), deutscher Politiker (CDU), MdL
- Baldauf, Richard (1848–1931), deutscher Bergingenieur, Unternehmer, Mäzen und Mineraliensammler
- Baldauf, Robert (1881–1918), Journalist
- Baldauf, Rüdiger (* 1961), deutscher Jazztrompeter
- Baldauf, Sari (* 1955), finnische Managerin und die Aufsichtsratsvorsitzende (Chairwoman) der Nokia Corporation
- Baldauf, Sina (* 1977), deutsche Juristin, Richterin am Bundesfinanzhof
- Baldauf, Thomas (* 2003), österreichischer Fußballspieler
- Baldauf, Walter (1908–1971), deutscher Jurist und Stadtdirektor
- Baldauf-Würkert, Grete (1878–1962), deutsche Heimatschriftstellerin
- Baldauff, Laurence (* 1974), luxemburgisch-österreichische Bogenschützin
- Baldavin, Barbara (1938–2024), US-amerikanische Schauspielerin und Casting-Direktorin

### Balde
- Baldé, Abdoulaye (* 1964), senegalesischer Politiker
- Balde, Alejandro (* 2003), spanischer FußballspielerAlejandro Balde (* 2003)

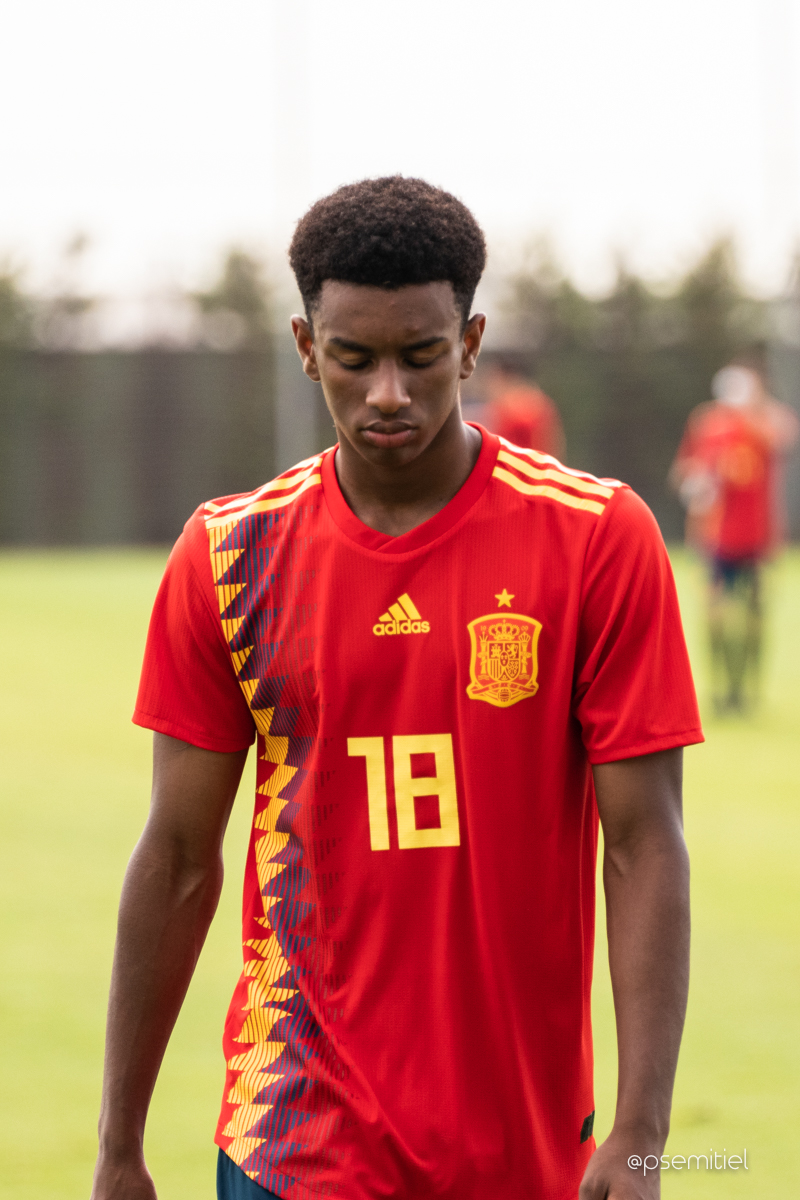
Alejandro Balde (* 2003)

- Baldé, Alhassane (* 1985), deutscher Leichtathlet
- Baldé, Aliou (* 2002), guineisch-senegalesischer Fußballspieler
- Baldé, Amido (* 1991), portugiesischer Fußballspieler
- Baldé, Dianbobo (* 1975), guineischer Fußballspieler
- Baldé, Elladj (* 1990), kanadischer Eiskunstläufer
- Baldé, Fabio (* 2005), deutsch-portugiesischer Fußballspieler
- Baldé, Fatoumata (* 1962), guineische Diplomatin
- Baldé, Fatoumata (* 1993), guineische Fußballspielerin
- Baldé, Fatumata Djau, guinea-bissauische Politikerin
- Baldé, Gerson (* 2000), portugiesischer Leichtathlet
- Baldé, Habib (* 1985), guineischer Fußballspieler
- Baldé, Hélder (* 1998), portugiesischer Fußballspieler
- Baldé, Ibrahima (* 2003), französisch-senegalesischer Fußballspieler
- Balde, Jacob (1604–1668), deutscher Jesuit und neulateinischer Dichter
- Baldé, Jean-François (* 1950), französischer Motorradrennfahrer
- Baldé, Keita (* 1995), senegalesisch-spanischer FußballspielerKeita Baldé (* 1995)

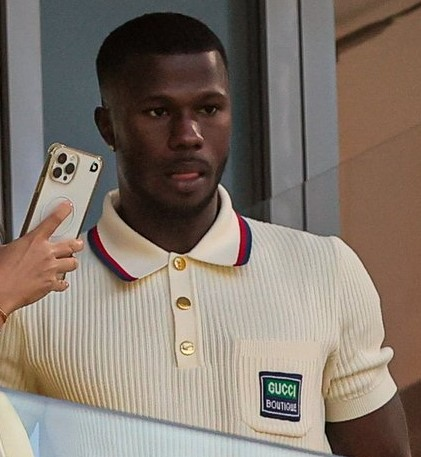
Keita Baldé (* 1995)

- Baldé, Mama (* 1995), guinea-bissauisch-portugiesischer Fußballspieler
- Baldé, Romário (* 1996), portugiesisch-guinea-bissauischer Fußballspieler
- Baldé, William (* 1971), französisch-guineischer Musiker
- Baldé, Yasser (* 1993), französisch-guineischer Fußballspieler
- Baldegger, Markus (* 1947), Schweizer Maler
- Baldeh, Bubacarr Michael (1953–2014), gambischer Politiker und Journalist
- Baldeh, Churchill Falai, gambischer Politiker
- Baldeh, Fatou (* 1983), gambische Frauenrechtsaktivistin
- Baldeh, Michael († 1965), Politiker in Britisch-Gambia
- Baldeh, Musa, gambischer Politiker
- Baldeh, Netty, gambischer Politiker
- Baldeh, Paul L. (1937–1968), gambischer Politiker
- Baldelli, Ferdinando (1886–1963), italienischer römisch-katholischer Geistlicher, Titularbischof von Aperlae
- Baldelli, Fortunato (1935–2012), italienischer Geistlicher, Diplomat des Heiligen Stuhls und Kurienkardinal der römisch-katholischen Kirche
- Baldelló i Benosa, Francesc de Paula (1887–1977), katalanischer Priester, Organist und Musikwissenschaftler
- Baldemair, Vinzenz (1940–2012), österreichischer Theologe und Stiftspropst
- Baldemar von Petterweil, deutscher katholischer Priester, Historiker und Topograph
- Balden, Theo (1904–1995), deutscher Bildhauer und Graphiker
- Balden-Wolff, Annemarie (1911–1970), deutsche Kunsthandwerkerin, Malerin und Graphikerin
- Baldenius, Jörg-Michael (* 1940), deutscher Kameramann
- Baldenius, Ludwig Christoph Ernst Karl (1799–1882), deutscher evangelischer Pastor und Theologe
- Baldensperger, Fernand (1871–1958), französischer Literaturhistoriker und Begründer der Vergleichenden Literaturwissenschaft
- Baldensperger, Wilhelm (1856–1936), deutsch-französischer evangelischer Theologe
- Baldenstein, Thomas Conrad von (1784–1878), Schweizer Naturforscher
- Baldenweg, Diego (* 1979), schweizerisch-australischer Filmmusik-Komponist
- Baldenweg, Lionel Vincent (* 1977), schweizerisch-australischer Filmmusik-Produzent, Songwriter und Musiker
- Baldenweg, Marie-Claire (* 1954), Schweizer Kunstmalerin
- Baldenweg, Nora (* 1981), schweizerisch-australische Musikproduzentin, Songwriterin, Musikerin und Modejournalistin
- Baldenweg, Pfuri (* 1946), schweizerisch-australischer Musiker und Mundharmonikaspieler
- Balder, Artur (* 1974), spanischer Schriftsteller
- Balder, Gerhard (* 1937), österreichischer freiberuflicher Designer, Grafiker, Karikaturist und Maler
- Balder, Hans (1888–1928), deutscher Theaterschauspieler
- Balder, Hans-Georg (* 1953), deutscher Jurist und Studentenhistoriker
- Balder, Hugo Egon (* 1950), deutscher Schauspieler und FernsehmoderatorHugo Egon Balder (* 1950)

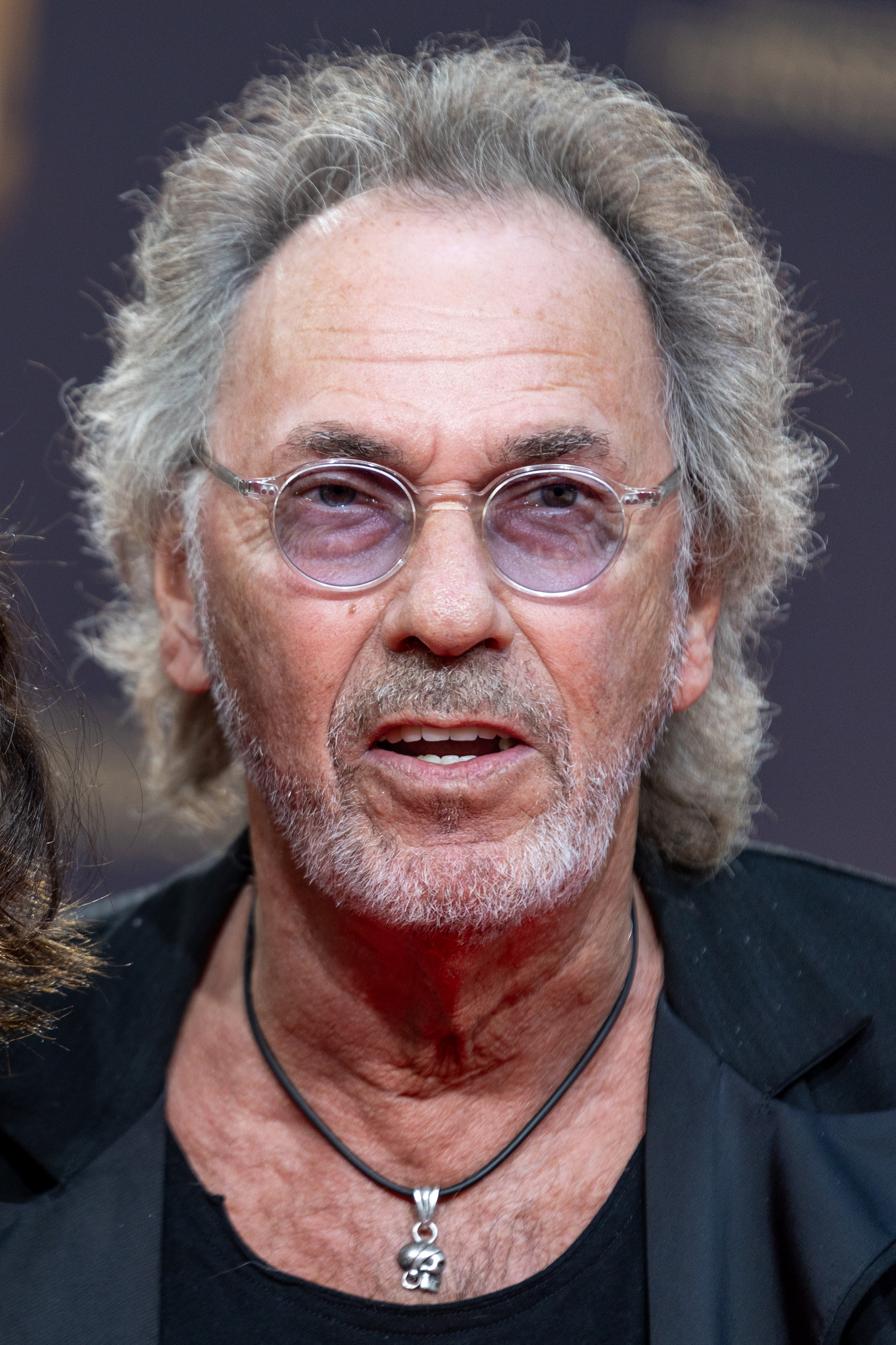
Hugo Egon Balder (* 1950)

- Balder, Johan (* 1982), niederländischer Fußballschiedsrichterassistent
- Balder, Richard (1867–1917), deutscher Theaterschauspieler, -regisseur und Intendant
- Balderas, Carlos (* 1996), US-amerikanischer Boxer (Leichtgewicht)
- Balderas, Ricardo (* 1981), mexikanischer Fußballspieler
- Balderich, Bischof von Speyer
- Balderich II. von Lüttich († 1018), Bischof von Lüttich (1008–1018)
- Balderich von Bourgueil (1046–1130), französischer Abt, Bischof, Dichter und Prosaschriftsteller
- Balderich von Drenthe († 1021), Graf im Düffelgau und Graf von Drenthe
- Balderich von Friaul, fränkischer Markgraf
- Balderich von Utrecht († 975), Bischof von Utrecht
- Balderis, Helmuts (* 1952), lettischer Eishockeyspieler, -trainer und -funktionär, Mitglied der IIHF Hall of Fame
- Balderjahn, Ingo (* 1952), deutscher Wirtschaftsingenieur und Hochschullehrer
- Baldermann, Erik, deutscher Unternehmer
- Baldermann, Ingo (* 1929), deutscher evangelischer Theologe
- Baldermann, Josef Anton (1903–1943), österreichischer Werkzeugfräser und Widerstandskämpfer gegen den Nationalsozialismus
- Balderrama, Jorge Herbas (* 1963), bolivianischer Ordensgeistlicher, Prälat von Aiquile
- Balders, Günter (* 1942), deutscher Baptistenpastor, Theologieprofessor und Hymnologe
- Balderson, Bo, schwedischer Schriftsteller
- Balderson, Troy (* 1962), amerikanischer Politiker der Republikanischen Partei
- Balderston, John L. (1889–1954), US-amerikanischer Bühnenautor, Journalist, Drehbuchautor
- Baldes, Jochen (* 1964), deutscher Jazzmusiker
- Baldesarra, Victoria (* 1998), kanadische Schauspielerin und Tänzerin
- Baldeschi Colonna, Federico (1625–1691), italienischer Kardinal und Nuntius
- Baldeschwieler, John D. (* 1933), US-amerikanischer Chemiker
- Băldescu, Radu (1888–1953), rumänischer Generalleutnant
- Baldessari, Irene (* 1993), italienische Mittelstreckenläuferin
- Baldessari, John (1931–2020), US-amerikanischer KonzeptkünstlerJohn Baldessari (1931–2020)

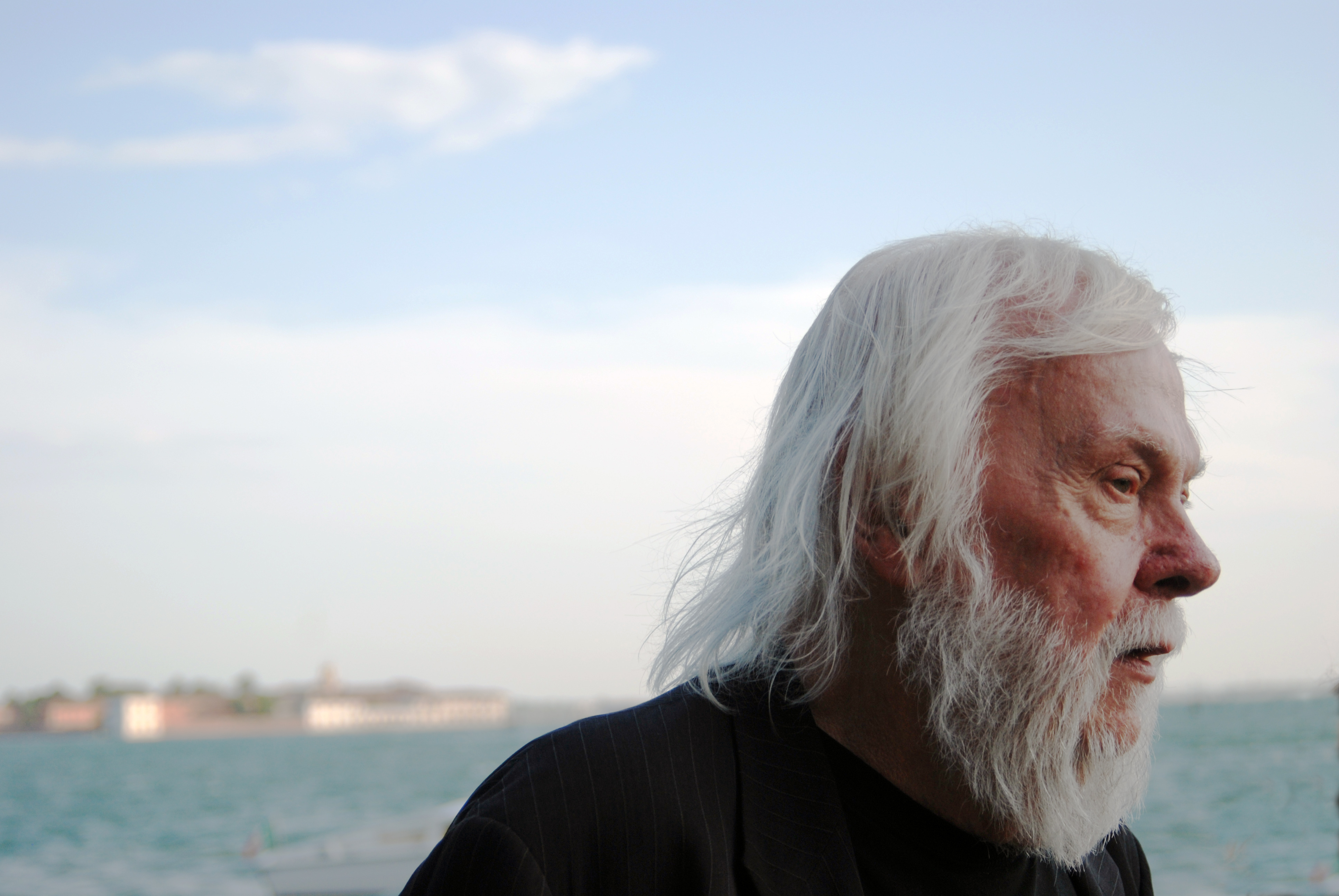
John Baldessari (1931–2020)

- Baldessari, Luciano (1896–1982), italienischer Architekt
- Baldessarini, Walter (1936–2022), italienischer expressionistischer Maler (Südtirol)
- Baldessarini, Werner (* 1945), österreichischer Manager
- Baldet, Fernand (1885–1964), französischer Astronom
- Baldewein, Ebert († 1593), deutscher Hofbaumeister, Astronom und Uhrmacher
- Baldewein, Nicole (* 1967), deutsche Badmintonspielerin
- Baldewin von Steinfurt († 1394), Domherr in Münster

### Baldi
- Baldi Gaburri, Ivo (1947–2021), italienischer Geistlicher, römisch-katholischer Bischof von Huari
- Baldi, Aleandro (* 1959), italienischer Sänger
- Baldi, Antonio, italienischer Opernsänger (Alt-Kastrat)
- Baldi, Baldo (1888–1961), italienischer Fechter
- Baldi, Bernardino (1553–1617), italienischer Mathematiker, Dichter und Gelehrter
- Baldi, Camillo († 1637), italienischer Philosoph und Arzt
- Baldi, Ferdinando (1927–2007), italienischer Filmregisseur
- Baldi, Filippo (* 1996), italienischer Tennisspieler
- Baldi, Gian Vittorio (1930–2015), italienischer Regisseur und Filmproduzent
- Baldi, Gregor (1814–1878), österreichischer Fotograf
- Bäldi, Joachim († 1571), Glarner Politiker und Förderer der Reformation
- Baldi, Lamberto (1895–1979), italienischer Dirigent und Komponist
- Baldi, Marcello (1923–2008), italienischer Filmregisseur
- Baldi, Marco (* 1962), deutscher Basketballspieler, BasketballfunktionärMarco Baldi (* 1962)

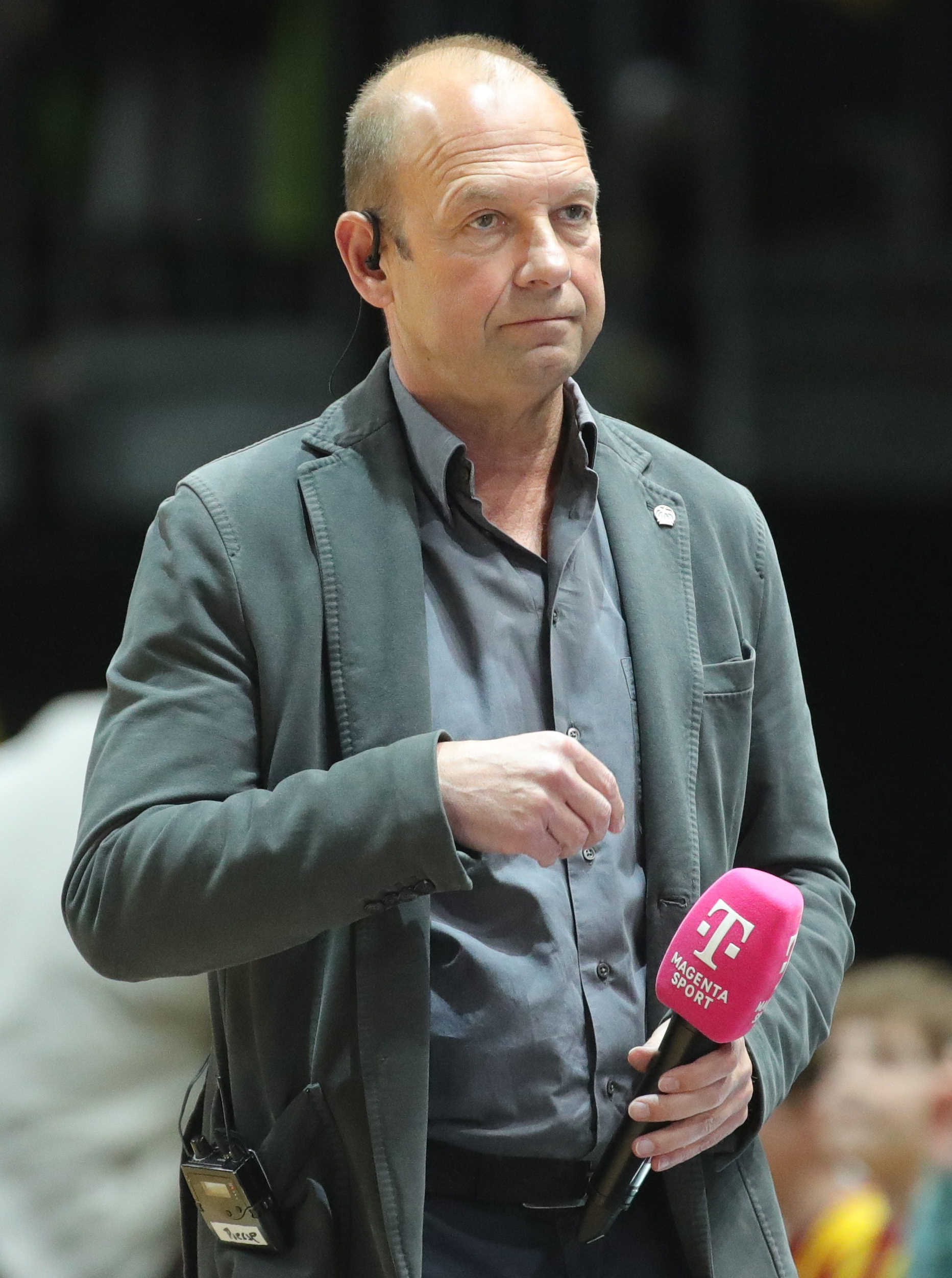
Marco Baldi (* 1962)

- Baldi, Marco (* 1966), italienischer Basketballspieler und Sportdirektor
- Baldi, Mauro (* 1954), italienischer AutorennfahrerMauro Baldi (* 1954)

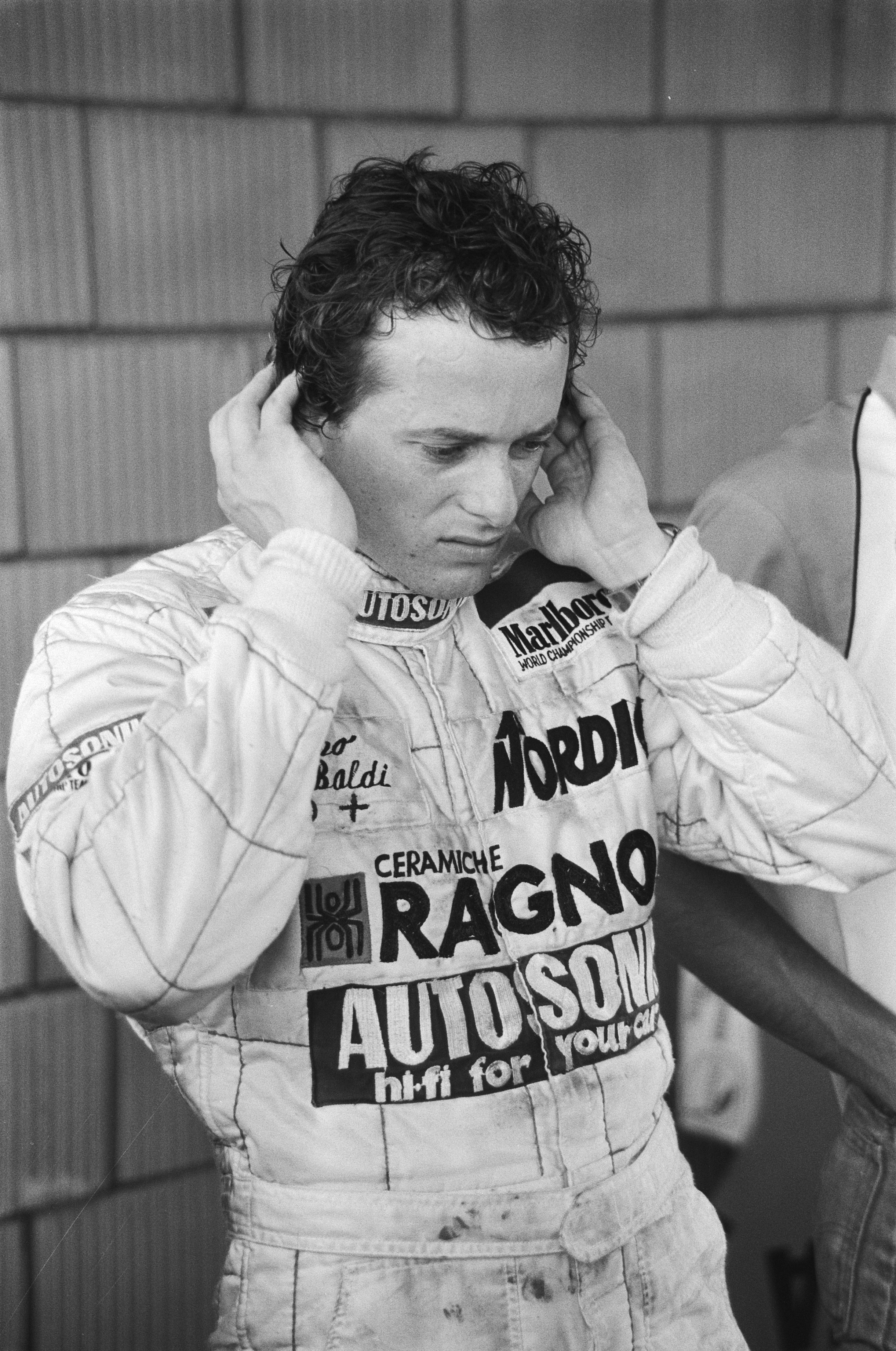
Mauro Baldi (* 1954)

- Baldi, Pio (* 1945), italienischer Architekt
- Baldi, Rachele (* 1994), italienische Fußballtorhüterin
- Baldi, Stefan (* 1965), deutscher Wirtschaftswissenschaftler
- Baldi, Stefano (* 1961), italienischer Diplomat
- Baldi, Ubaldesco (1944–1991), italienischer Sportschütze
- Baldia, Alfred (1913–1997), österreichischer Taubenzüchter und Unternehmer
- Baldia, Ferdinand (1860–1936), österreichischer Baumeister und Architekt in Wien
- Baldia, Ferdinand Mathias (1818–1869), Gemeinderat in Ottakring
- Baldia, Franz (1898–1981), österreichischer Käfersammler und Amateur-Entomologe
- Baldia, Josef (1845–1912), österreichischer Architekt
- Baldiga, Jürgen (1959–1993), deutscher Künstler und Fotograf
- Baldin, Aldo (1945–1994), brasilianischer Opern- und Konzertsänger (Tenor)
- Baldin, Hermann (1877–1953), Schweizer Bildhauer, Plastiker und Zeichner
- Baldin, Juri Iwanowitsch (* 1932), sowjetisch-ukrainischer Bildhauer
- Baldin, Robert, Schweizer Badmintonspieler
- Baldiņa, Elvīra (1919–2025), sowjetische und lettische Schauspielerin
- Baldina, Irina Michailowna (1922–2009), sowjetisch-russische Malerin
- Balding, Amanda (* 1977), australische Triathletin
- Balding, Rebecca (1948–2022), US-amerikanische Schauspielerin
- Baldinger, Alois (* 1967), österreichischer Politiker (FPÖ), Landtagsabgeordneter
- Baldinger, Daniel von (1768–1834), württembergischer Oberamtmann
- Baldinger, Dirk (* 1971), deutscher Radrennfahrer
- Baldinger, Emil Albert (1838–1907), Schweizer Forstwissenschaftler und Politiker
- Baldinger, Ernst (1911–1970), Schweizer Physiker
- Baldinger, Ernst Gottfried (1738–1804), deutscher Mediziner
- Baldinger, Friderika (1739–1786), deutsche Schriftstellerin
- Baldinger, Josef (1866–1949), österreichischer Bauer, Gastwirt und Politiker (CS), Landtagsabgeordneter
- Baldinger, Karl Ludwig (1800–1881), Schweizer Politiker und Richter
- Baldinger, Kastor († 1810), Schweizer Politiker
- Baldinger, Kurt (1919–2007), Schweizer Romanist, Linguist und Mediävist
- Baldinger, Ludwig von (1807–1849), deutscher Jurist und Politiker
- Baldinger, Peter (* 1958), österreichischer Künstler
- Baldinger, Wilhelm Karl (1810–1881), Schweizer Politiker
- Baldini, Andrea (* 1985), italienischer Florettfechter und Olympiasieger
- Baldini, Antonio († 1830), italienischer Kurienbischof
- Baldini, Antonio (1889–1962), italienischer Schriftsteller
- Baldini, Baccio (1436–1487), italienischer Kupferstecher
- Baldini, Ercole (1933–2022), italienischer Radrennfahrer
- Baldini, Gabriele (1919–1969), italienischer Literaturwissenschaftler
- Baldini, Giuseppe (1922–2009), italienischer Fußballspieler und -trainer
- Baldini, Marino (* 1963), kroatischer Politiker (Socijaldemokratska partija Hrvatske), MdEP
- Baldini, Renato (1921–1995), italienischer Schauspieler
- Baldini, Silvio (* 1958), italienischer Fußballtrainer
- Baldini, Stefano (* 1971), italienischer Langstreckenläufer und Marathon-Olympiasieger
- Baldini, Ugo (* 1943), italienischer Wissenschaftshistoriker
- Baldinucci, Antonius (1665–1717), italienischer Missionar
- Baldinucci, Filippo (1625–1696), italienischer Maler, Kunsttheoretiker und Biograph von Künstlern
- Baldiron, Alois († 1632), spanisch-habsburgischer Heerführer
- Baldišis, Vilius (* 1961), litauischer Politiker
- Baldisseri, Lorenzo (* 1940), italienischer Geistlicher, Kurienkardinal der römisch-katholischen KircheLorenzo Baldisseri (* 1940)

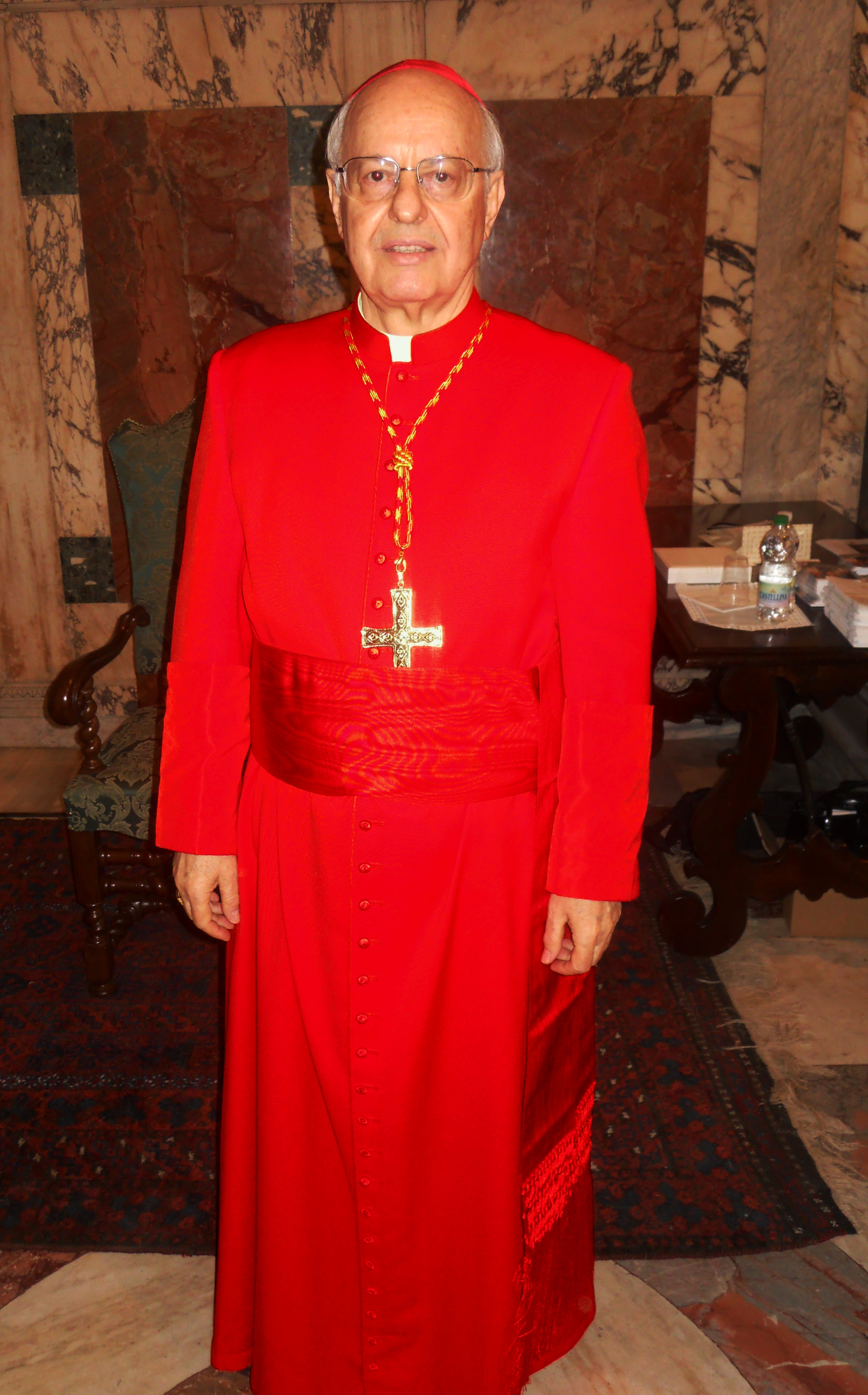
Lorenzo Baldisseri (* 1940)

- Baldisserri, Luca (* 1962), italienischer Ingenieur, Motorsportfunktionär und Chefrenningenieur für Fahrwerke des Ferrari Formel 1 Teams Scuderia Ferrari
- Baldivieso, Enrique (1902–1957), bolivianischer Politiker
- Baldivieso, Julio César (* 1971), bolivianischer Fußballspieler
- Baldivieso, Mauricio (* 1996), bolivianischer Fußballspieler
- Baldizón, Manuel (* 1970), guatemaltekischer Politiker

### Baldl
- Bäldle, Peter (* 1949), deutscher Modejournalist, Modezeichner und Autor

### Baldn
- Baldner, Lienhardt, Naturforscher und Maler
- Baldner, Max (* 1887), deutscher Cellist, Musiklehrer und Verfolgter des Nationalsozialismus
- Baldner, Ralph Willis (1913–1987), US-amerikanischer Romanist und Französist

### Baldo
- Baldo Ceolin, Milla (1924–2011), italienische Physikerin
- Baldo, Chris (1943–1995), luxemburgischer Schlagersänger
- Baldo, Giuseppe (1914–2007), italienischer Fußballspieler
- Baldó, Marta (* 1979), spanische Rhythmische Sportgymnastin
- Baldo, Nicolas (* 1984), französischer Straßenradrennfahrer
- Baldobertus († 762), Bischof von Basel
- Baldocchi, José Guilherme (* 1946), brasilianischer Fußballspieler
- Baldock, George (1993–2024), englisch-griechischer FußballspielerGeorge Baldock (1993–2024)

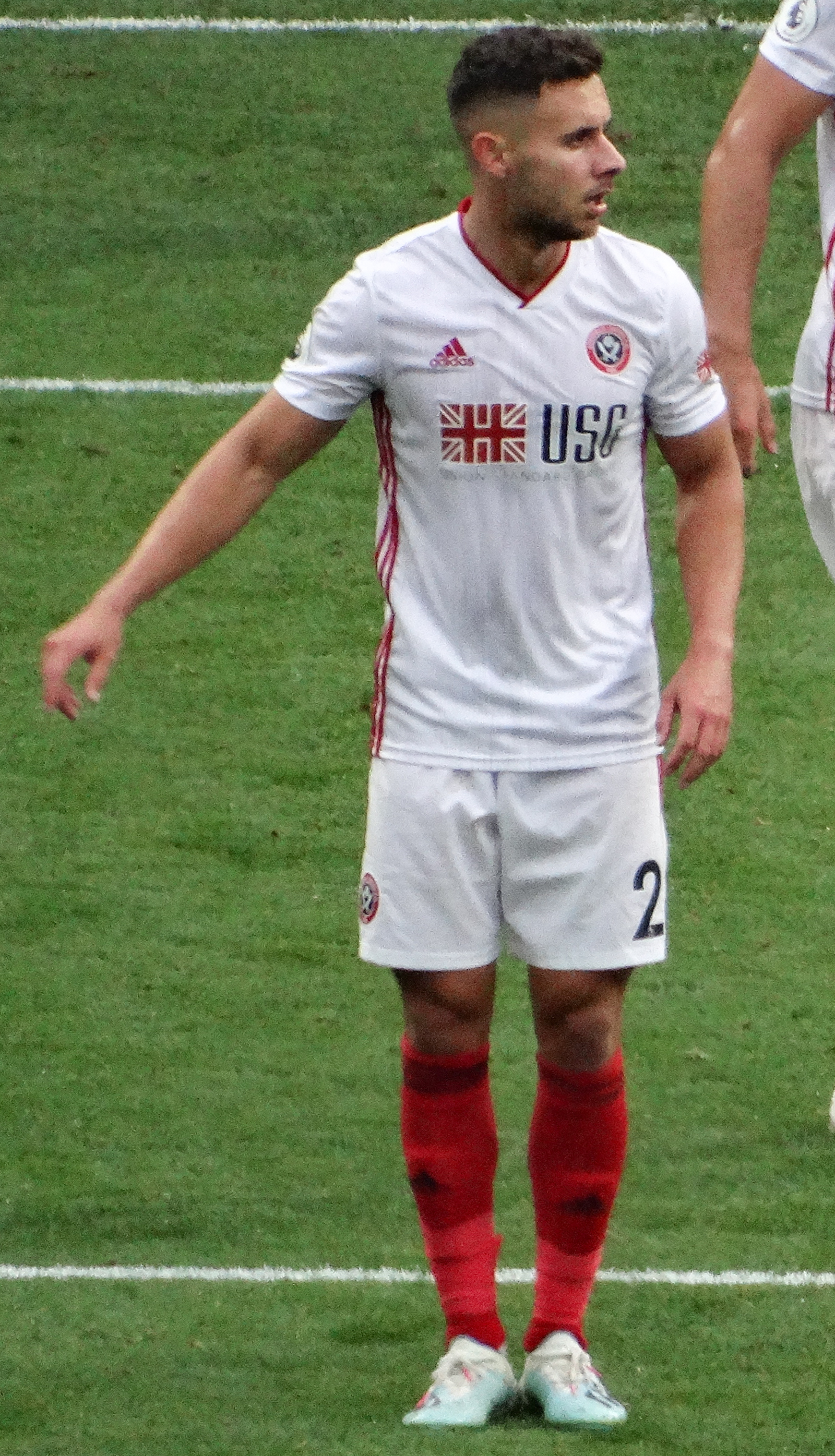
George Baldock (1993–2024)

- Baldock, Minnie (1864–1954), englische Frauenrechtlerin und Suffragette
- Baldock, Ralph († 1313), englischer Geistlicher, Lordkanzler und Bischof von London
- Baldock, Robert († 1327), englischer Geistlicher, Lordsiegelbewahrer und Lordkanzler
- Baldock, Sean (* 1976), britischer Sprinter
- Baldomir, Alfredo (1884–1948), uruguayischer Soldat, Architekt, Politiker und Präsident von Uruguay
- Baldomir, Carlos (* 1971), argentinischer Boxer
- Baldomir, Raúl Antonio (* 1942), uruguayischer Theaterregisseur, Schauspieler und Dozent
- Baldon, Cleo (1927–2014), US-amerikanische Architektin, Landschaftsarchitektin und Professorin für Architektur
- Baldoni, Emily (* 1984), schwedische Schauspielerin
- Baldoni, Justin (* 1984), US-amerikanischer Schauspieler, Filmregisseur und -produzentJustin Baldoni (* 1984)

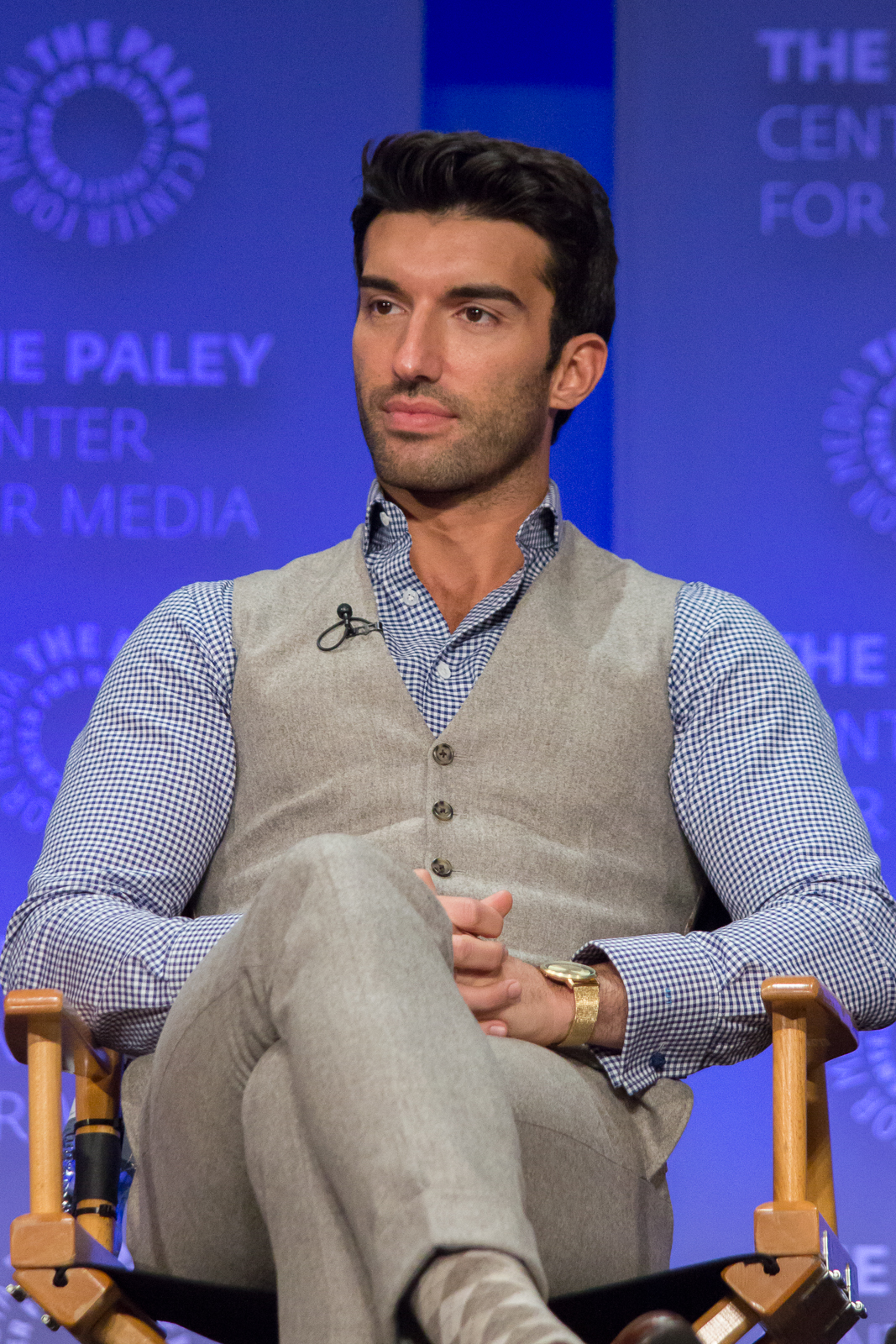
Justin Baldoni (* 1984)

- Baldoni, Sandro (* 1954), italienischer Regisseur und Drehbuchautor
- Baldor, Ruth (1899–1988), deutsche Schauspielerin und Synchronsprecherin
- Baldorioty de Castro, Román (1822–1889), puerto-ricanischer Abolitionist
- Baldorj, Davaadorj (* 1957), mongolischer Diplomat
- Baldová, Zdeňka (1885–1958), tschechische Schauspielerin
- Baldovinetti, Alesso († 1499), italienischer Maler
- Baldovius, Johann (1604–1662), deutscher lutherischerer Theologe
- Baldowaliew, Soran (* 1983), mazedonisch-bulgarischer Fußballspieler

### Baldr
- Baldr, Harald, norwegischer Vlogger
- Baldram von Brandenburg († 1190), Bischof von Brandenburg
- Baldred, Unterkönig von Wessex
- Baldred, König in Kent
- Baldred von Tyninghame, schottischer Eremit und Heiliger
- Baldree, Travis (* 1977), amerikanischer Fantasy-Schriftsteller, Hörbuchsprecher und Videospiel-Designer
- Baldreich, Alexander (* 1990), österreichischer Regisseur, Filmproduzent und Drehbuchautor
- Baldrian, Herbert, deutscher Radsportler
- Baldridge, Cyrus (1889–1975), US-amerikanischer Illustrator, Maler, Grafiker und Kosmopolit
- Baldridge, H. C. (1868–1947), US-amerikanischer Politiker und Gouverneur des Bundesstaates Idaho (1927–1931)
- Baldrige, Howard M. (1894–1985), US-amerikanischer Politiker
- Baldrige, Malcolm (1922–1987), US-amerikanischer Unternehmer, Politiker und Manager
- Baldrighi, Giuseppe (1722–1803), italienischer Maler
- Baldris, Bruno (* 1998), spanischer Eishockeyspieler
- Baldris, Miguel (* 1968), kanadisch-spanischer Eishockeyspieler
- Baldry, Cherith (* 1947), britische Schriftstellerin, Mitglied des Autorenteams Erin Hunter
- Baldry, Long John (1941–2005), britischer Sänger und Bluesmusiker
- Baldry, Max (* 1996), britischer SchauspielerMax Baldry (* 1996)

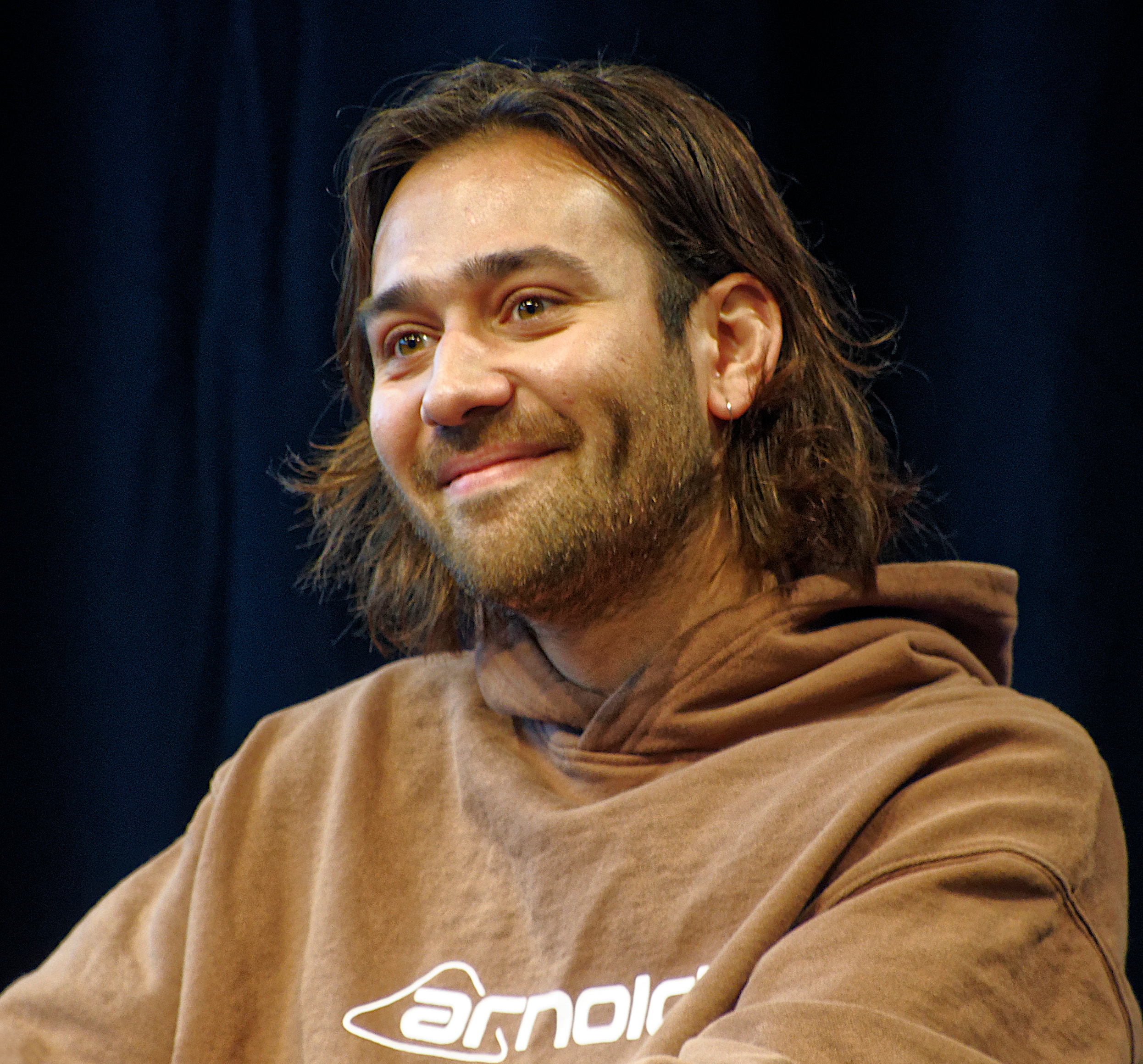
Max Baldry (* 1996)

### Balds
- Baldschijski, Borislaw (* 1990), bulgarischer Fußballspieler
- Baldschus, August (1883–1952), deutscher Politiker im Memelland

### Baldu
- Balducci, Alice (* 1986), italienische Tennisspielerin
- Balducci, Armenia (1933–2022), italienische Schauspielerin, Drehbuchautorin und Filmregisseurin
- Balducci, Corrado (1923–2008), italienischer römisch-katholischer Theologe, Dämonologe und Autor
- Balducci, Ezio (1904–1957), san-marinesischer Politiker
- Balducci, Fabio (* 1964), italienischer Künstler
- Balducci, Franco (1922–2001), italienischer Schauspieler
- Balducci, Gabriele (* 1975), italienischer Radrennfahrer
- Balducci, Giuseppe (1796–1845), italienischer Komponist
- Balducci, Pierluigi (* 1971), italienischer Jazzmusiker (E-Bass, Kontrabass, Komposition)
- Balduccio, Giovanni di, italienischer Bildhauer
- Balduin († 1100), Bischof von Straßburg
- Balduin († 1161), Abt des Benediktinerklosters Liesborn (1130–1161)
- Balduin, Vizegraf von Nablus
- Balduin († 1324), Abt im Kloster Sankt Emmeram (1312–1324)
- Balduin I. († 879), Graf von Flandern
- Balduin I. († 1118), Graf von Verdun, Graf von Edessa und König von JerusalemBalduin I. († 1118)

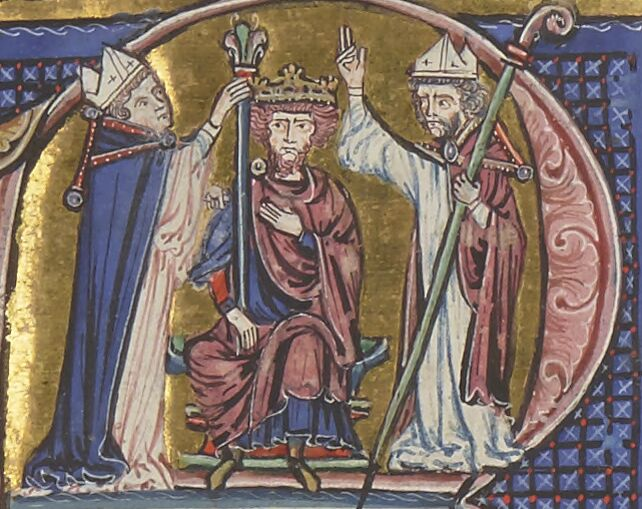
Balduin I. († 1118)

- Balduin I. (* 1171), Kaiser des Lateinischen Kaiserreichs von Konstantinopel
- Balduin I., Graf von Bentheim, Kreuzfahrer
- Balduin I. von Bremen († 1178), Erzbischof von Bremen
- Balduin II., Graf von Boulogne
- Balduin II. († 918), Graf und Markgraf von Flandern, Graf von Boulogne
- Balduin II. († 1098), Graf von Hennegau
- Balduin II. († 1131), König von Jerusalem, Graf von Edessa
- Balduin II. (* 1217), lateinischer Kaiser von Konstantinopel (1228–1261)
- Balduin II. von Holland († 1196), Bischof von Utrecht
- Balduin III., Graf von Guînes
- Balduin III. († 962), Graf von Flandern
- Balduin III. (1088–1120), Graf von Hennegau
- Balduin III. (1131–1162), König von Jerusalem
- Balduin IV. († 1035), Graf von Flandern
- Balduin IV. (1108–1171), Graf von Hennegau (1120–1171)
- Balduin IV. (1161–1185), König von JerusalemBalduin IV. (1161–1185)

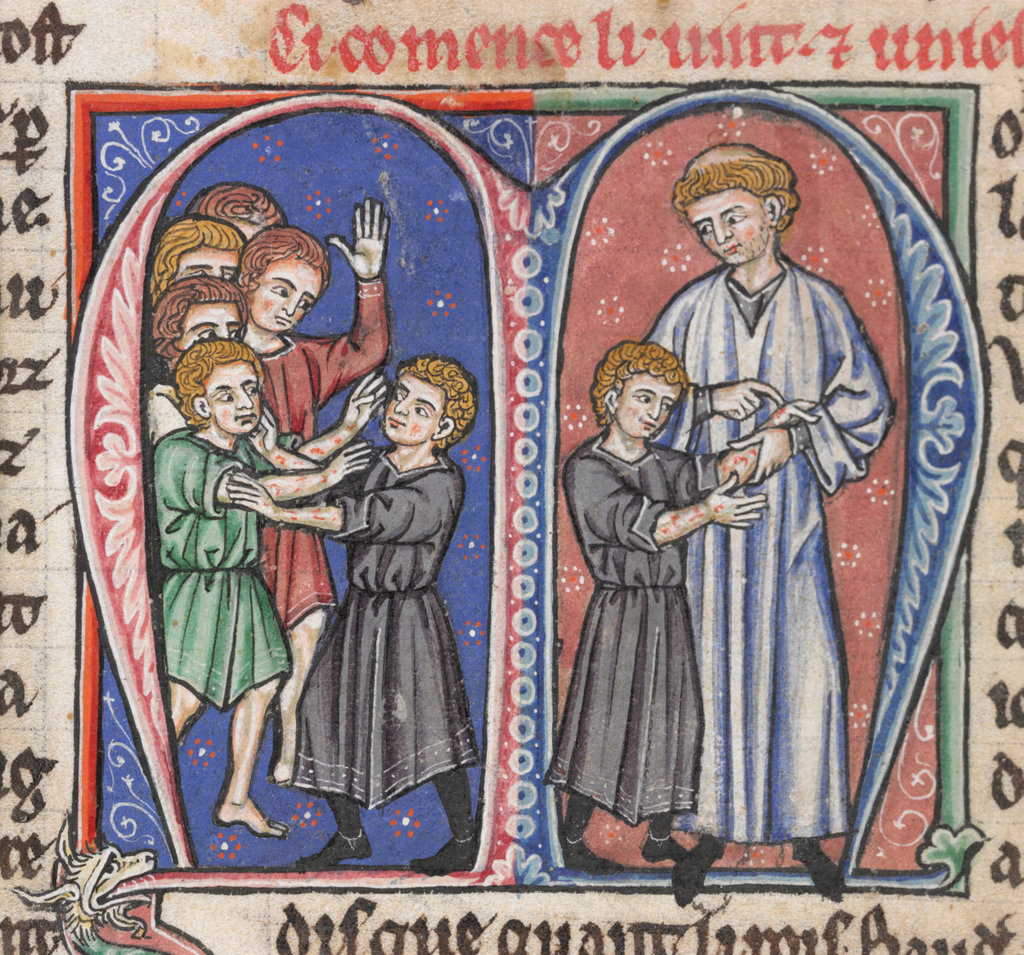
Balduin IV. (1161–1185)

- Balduin V. († 1067), Graf von Flandern
- Balduin V. (1150–1195), Graf von Hennegau, Flandern und Namur
- Balduin V. (1177–1186), König von JerusalemBalduin V. (1177–1186)

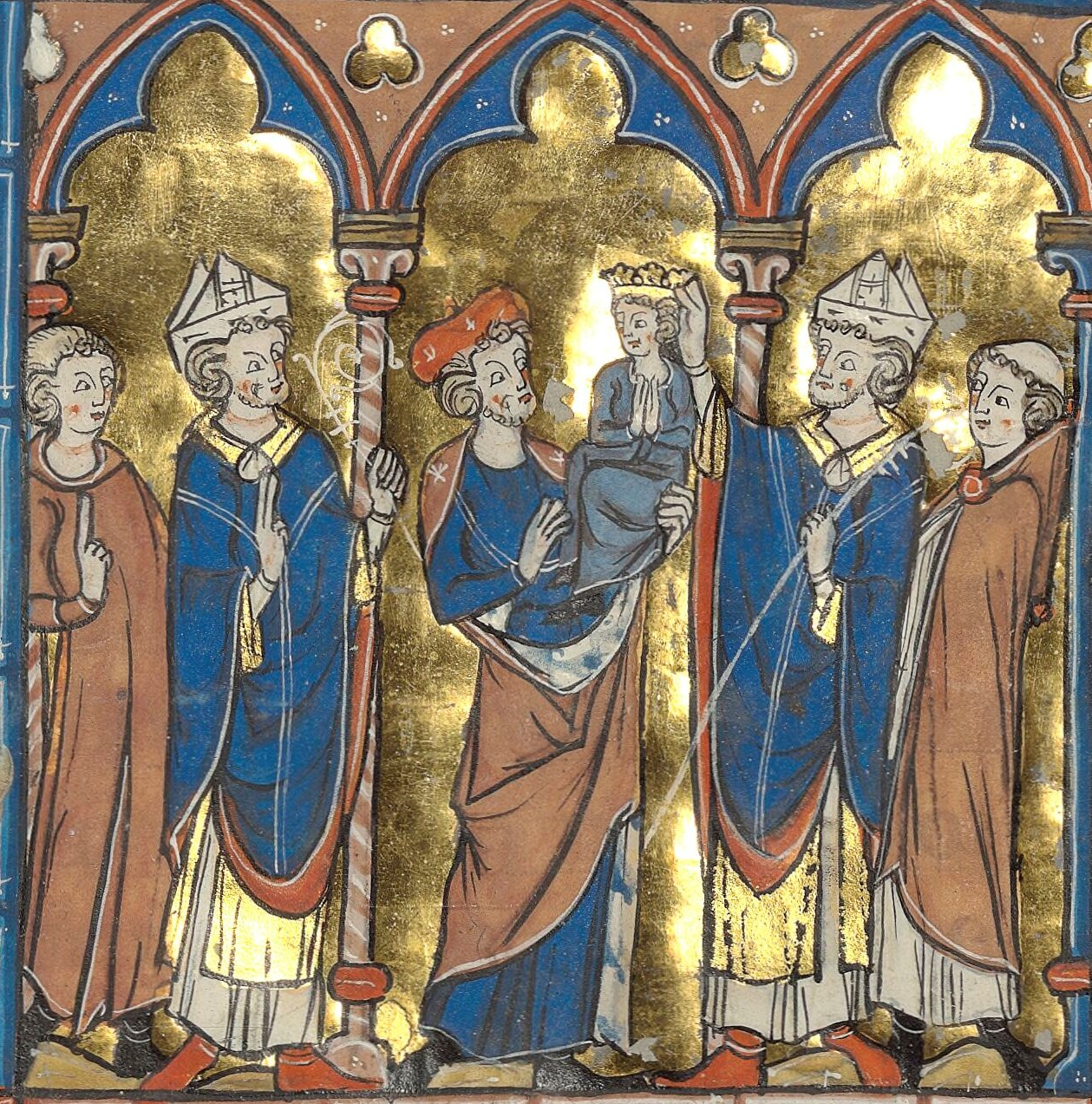
Balduin V. (1177–1186)

- Balduin VI. (1030–1070), Graf von Flandern (1067–1070); Graf von Hennegau (1051–1070)
- Balduin VII. (1093–1119), Graf von Flandern
- Balduin von Antiochia († 1176), Prinz von Antiochia
- Balduin von Avesnes (1219–1295), Herr von Baudemont, Chronist
- Balduin von Brandenburg († 1216), Bischof von Brandenburg
- Balduin von Exeter († 1190), Bischof von Worcester, Erzbischof von Canterbury
- Balduin von Ibelin († 1267), Seneschall von Zypern
- Balduin von Ibelin, Herr von Ramla und Mirabel
- Balduin von Ibelin, Bailli von Jerusalem
- Balduin von Luxemburg († 1354), Erzbischof und Kurfürst von Trier, Administrator des Erzbistums Mainz und der Bistümer Worms und Speyer
- Balduin von Steinfurt, Fürstbischof von Paderborn
- Balduin von Toulouse (1165–1214), Vizegraf von Bruniquel und Lautrec
- Balduin, Balthasar (1605–1652), deutscher lutherischer Theologe
- Balduin, Christian Adolf (1632–1682), Alchemist
- Balduin, Friedrich (1575–1627), deutscher lutherischer Theologe
- Balduin, Vincent (1916–2001), deutscher Fußballspieler
- Balduino, Tomás (1922–2014), brasilianischer Ordensgeistlicher, römisch-katholischer Bischof von Goiás
- Balduinus Iuvenis, Dichter und Übersetzer
- Baldung, Hans († 1545), deutscher Maler, Zeichner und Kupferstecher
- Baldung, Kaspar († 1540), deutscher Jurist
- Baldur Ingimar Aðalsteinsson (* 1980), isländischer Fußballspieler
- Baldur Líndal (1918–1997), isländischer Chemieingenieur und Geothermiepionier
- Baldur Ragnarsson (1930–2018), isländischer Esperantoschriftsteller
- Baldursson, Selma (* 1974), deutsche Schauspielerin
- Baldus de Ubaldis (1327–1400), italienischer Rechtsgelehrter
- Baldus, Alexander (1900–1971), deutscher Schriftsteller und Übersetzer skandinavischer Literatur
- Baldus, Aloys (1871–1937), deutscher Theologe, Pädagoge und Autor
- Baldus, Alvin (1926–2017), US-amerikanischer Politiker
- Baldus, Brita (* 1965), deutsche Wasserspringerin
- Baldus, Christian (* 1966), deutscher RechtswissenschaftlerChristian Baldus (* 1966)

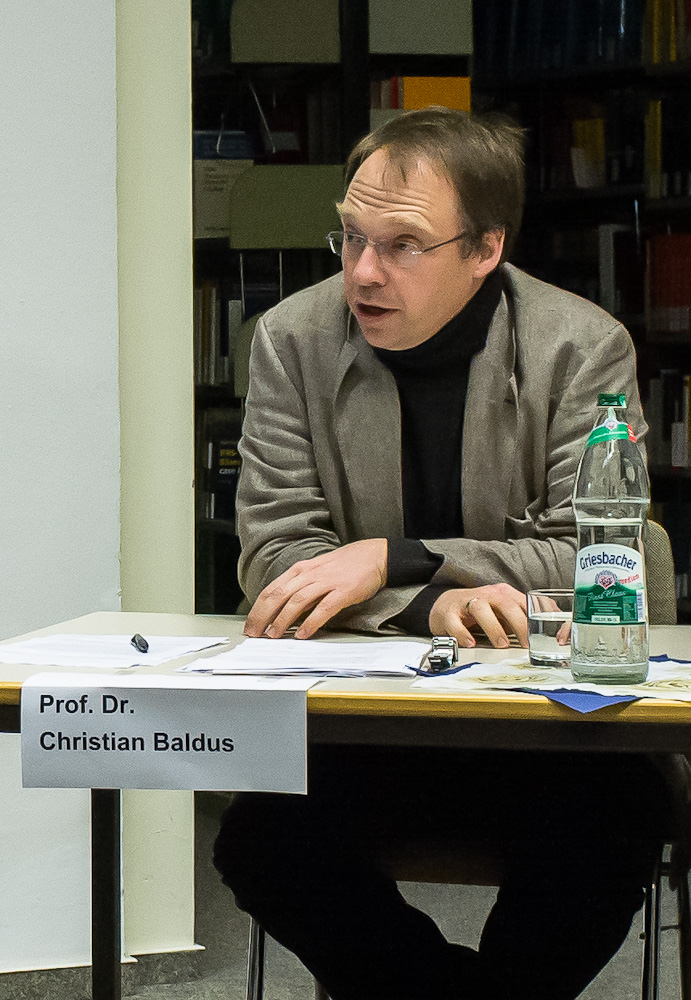
Christian Baldus (* 1966)

- Baldus, Édouard (1813–1889), deutsch-französischer Fotograf
- Baldus, Hans Roland (1942–2011), deutscher Numismatiker
- Baldus, Herbert (1899–1970), brasilianischer Ethnologe deutscher Herkunft
- Baldus, Johann Georg (1789–1855), Präsident und Abgeordneter der nassauischen Ständeversammlung
- Baldus, Manfred (* 1935), deutscher Kirchenrechtler und Richter
- Baldus, Manfred (1963–2021), deutscher Rechtswissenschaftler und Verfassungsrichter
- Baldus, Paulheinz (1906–1971), deutscher Richter am Bundesgerichtshof (BGH)
- Baldus, Richard (1885–1945), deutscher Mathematiker
- Baldus, Stefan (* 1949), deutscher Politiker (CDU), Staatssekretär in Thüringen
- Baldus, Wilhelm (1837–1892), nassauischer Politiker
- Baldus, Wilhelm (1918–2000), deutscher Chirurg und ärztlicher Standespolitiker
- Balduzzi, Franco (1923–1996), Schweizer Physiker und Hochschullehrer
- Balduzzi, Renato (* 1955), italienischer Rechtswissenschaftler

### Baldv
- Baldvin Magnússon (* 1999), isländischer Mittel- und Langstreckenläufer

### Baldw
- Baldwin († 1109), römisch-katholischer Bischof von Krakau
- Baldwin († 1060), Erzbischof von Salzburg
- Baldwin de Redvers, 1. Earl of Devon († 1155), anglonormannischer Magnat sowie Earl of Devon und Unterstützer von Kaiserin Matilde
- Baldwin II. († 1441), Erzbischof von Bremen
- Baldwin Wake, englischer Adliger und Militär
- Baldwin, A. Michael (* 1963), US-amerikanischer Schauspieler
- Baldwin, Abraham (1754–1807), US-amerikanischer Politiker
- Baldwin, Adam (* 1962), US-amerikanischer Schauspieler
- Baldwin, Alec (* 1958), US-amerikanischer Schauspieler und SynchronsprecherAlec Baldwin (* 1958)

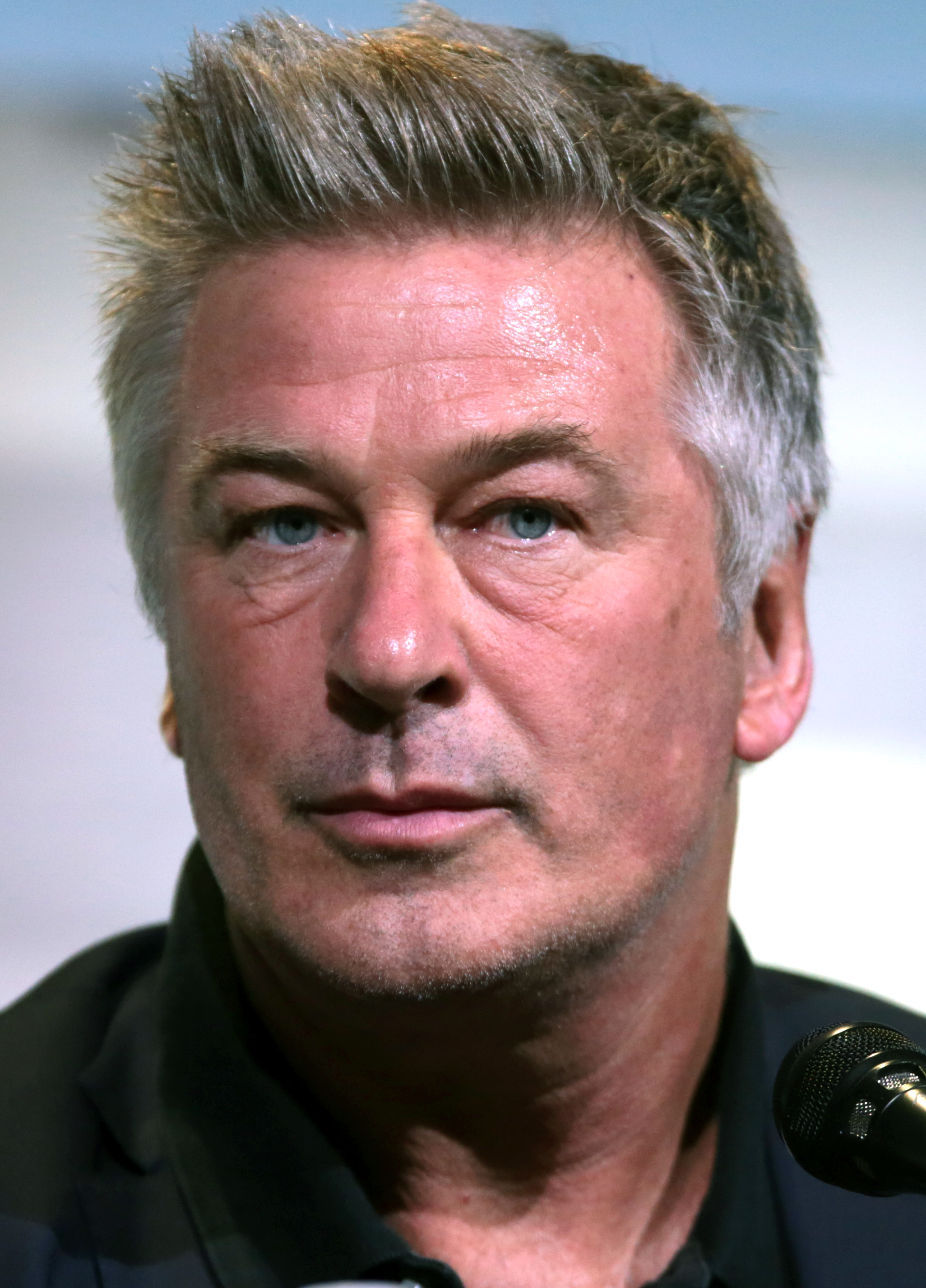
Alec Baldwin (* 1958)

- Baldwin, Alexander White (1835–1869), US-amerikanischer Jurist
- Baldwin, Augustus C. (1817–1903), US-amerikanischer Politiker
- Baldwin, Bobby (* 1950), US-amerikanischer Pokerspieler
- Baldwin, Caleb (1769–1827), englischer Boxer in der Bare-knuckle-Ära
- Baldwin, Chris (* 1975), US-amerikanischer Radrennfahrer
- Baldwin, Dalton (1931–2019), amerikanischer Pianist
- Baldwin, Daniel (* 1960), US-amerikanischer Schauspieler
- Baldwin, Doug (* 1988), US-amerikanischer American-Football-Spieler
- Baldwin, Dougie (* 1996), australischer Schauspieler
- Baldwin, Edward, 4. Earl Baldwin of Bewdley (1938–2021), britischer Peer, Erzieher und Politiker
- Baldwin, Eric (* 1984), US-amerikanischer Pokerspieler
- Baldwin, Evelyn Briggs (1862–1933), US-amerikanischer Polarforscher und Meteorologe
- Baldwin, Frank (1842–1923), Soldat
- Baldwin, Hanson W. (1903–1991), US-amerikanischer Journalist
- Baldwin, Harry Streett (1894–1952), US-amerikanischer Politiker
- Baldwin, Heath (* 2001), US-amerikanischer Zehnkämpfer
- Baldwin, Henry (1780–1844), US-amerikanischer Politiker (Demokratisch-Republikanische Partei) und Jurist
- Baldwin, Henry Alexander (1871–1946), US-amerikanischer Politiker
- Baldwin, Henry P. (1814–1892), US-amerikanischer Politiker, Gouverneur von Michigan
- Baldwin, Howard, US-amerikanischer Unternehmer und Filmproduzent
- Baldwin, Ian T. (* 1958), US-amerikanischer Ökologe
- Baldwin, Ireland (* 1995), US-amerikanisches ModelIreland Baldwin (* 1995)

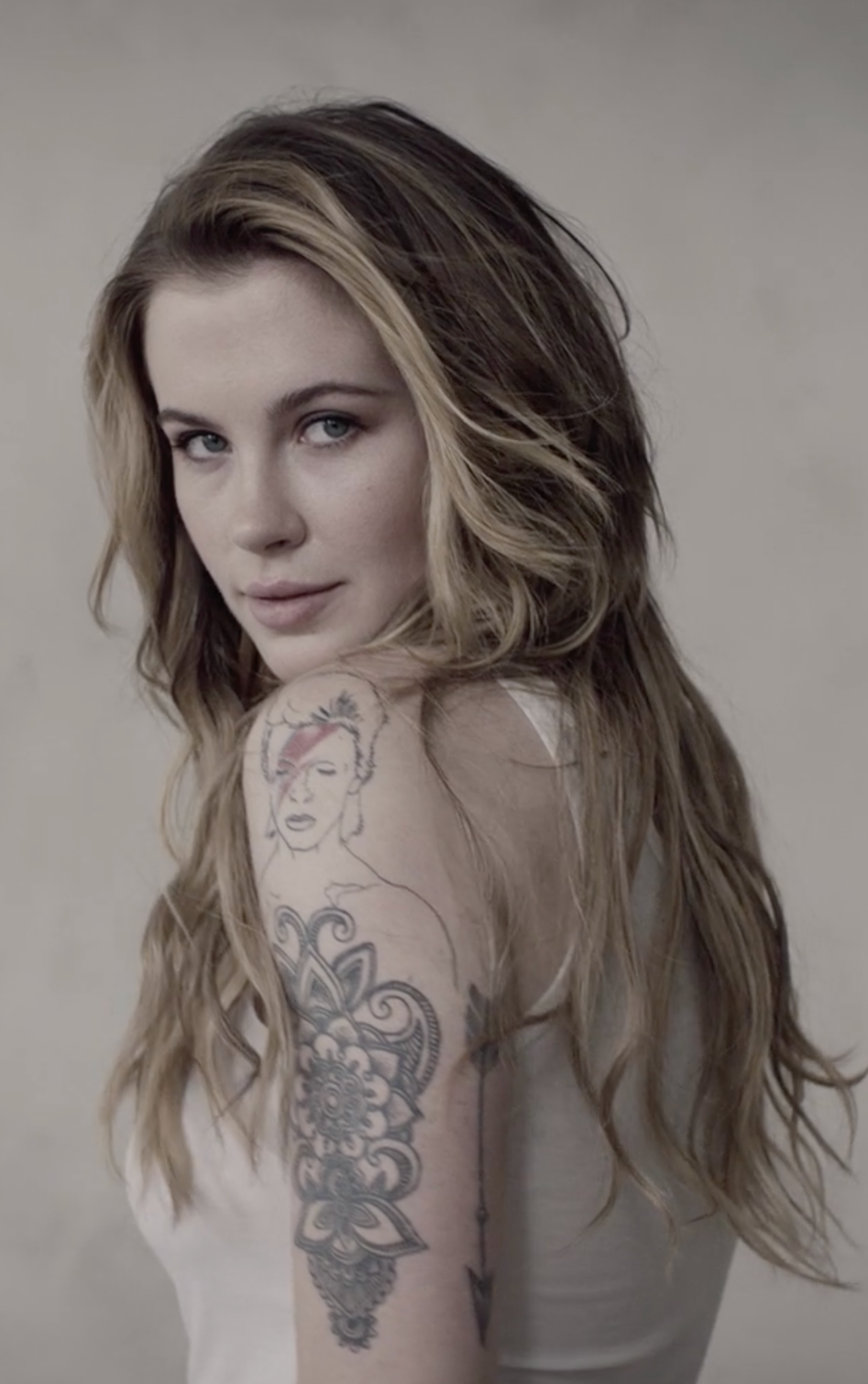
Ireland Baldwin (* 1995)

- Baldwin, Jack (1938–2020), britischer Chemiker
- Baldwin, James (1924–1987), amerikanischer SchriftstellerJames Baldwin (1924–1987)

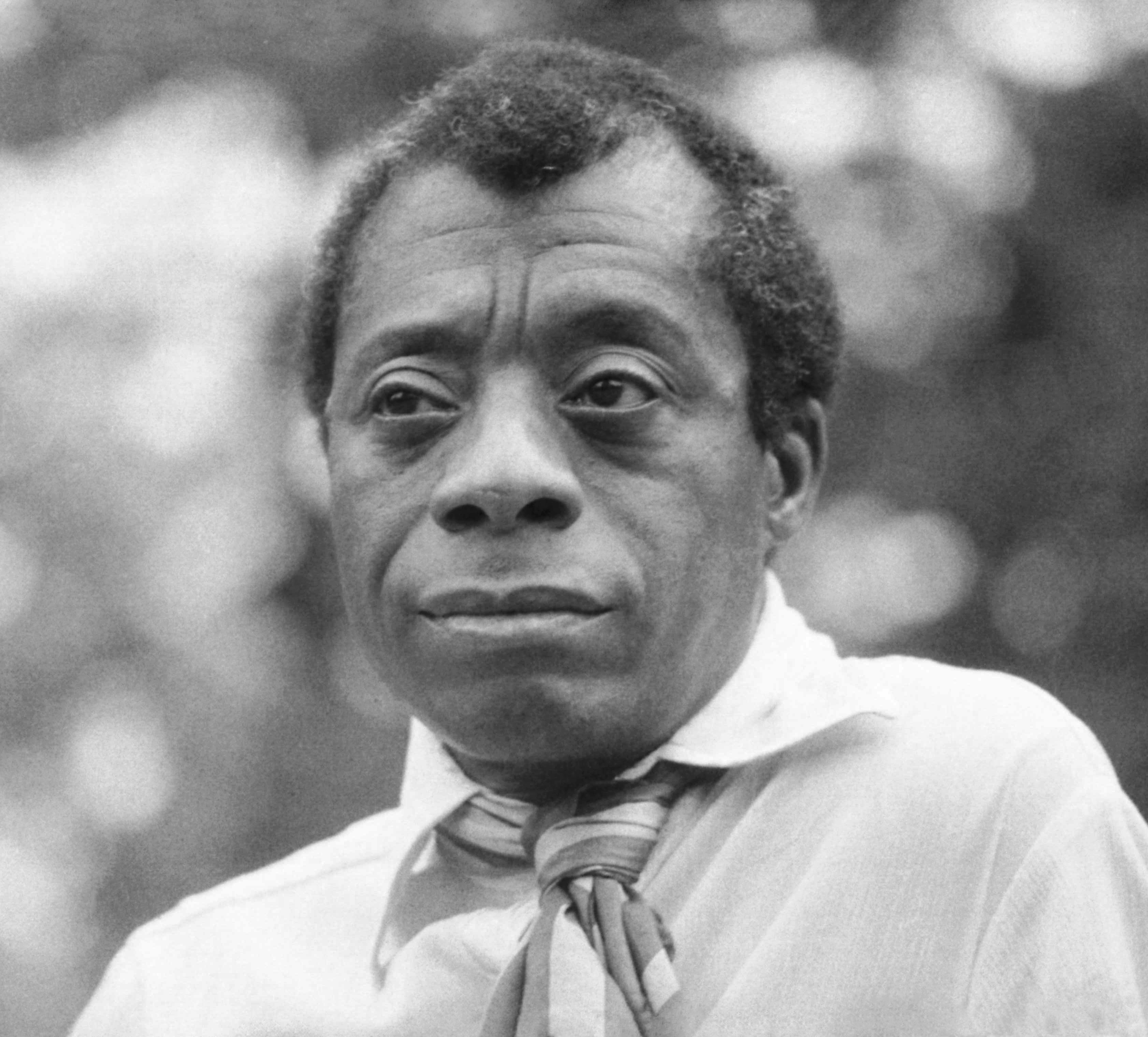
James Baldwin (1924–1987)

- Baldwin, James L. (1921–1979), US-amerikanischer Offizier, Generalmajor der US-Army
- Baldwin, James Mark (1861–1934), US-amerikanischer Psychologe und Philosoph
- Baldwin, John († 1615), englischer Tenor und Komponist
- Baldwin, John (1772–1850), US-amerikanischer Politiker
- Baldwin, John (* 1973), US-amerikanischer Eiskunstläufer
- Baldwin, John Brown (1820–1873), US-amerikanischer Jurist, Politiker und Offizier
- Baldwin, John Denison (1809–1883), US-amerikanischer Politiker
- Baldwin, John Eustace Arthur (1892–1975), britischer Air Marshal
- Baldwin, John F. (1915–1966), US-amerikanischer Politiker
- Baldwin, Johnny (* 1949), US-amerikanischer Boxer
- Baldwin, Joseph C. (1897–1957), US-amerikanischer Politiker
- Baldwin, Joseph Glover (1815–1864), US-amerikanischer Schriftsteller, Politiker und Jurist
- Baldwin, Kevin, britischer Animator
- Baldwin, Loammi († 1807), US-amerikanischer Ingenieur, Politiker sowie Oberst im Amerikanischen Unabhängigkeitskrieg
- Baldwin, Loammi Jr. (1780–1838), US-amerikanischer Rechtsanwalt und Ingenieur
- Baldwin, Maria Louise (1856–1922), US-amerikanische Pädagogin und Bürgerrechtlerin
- Baldwin, Matthias William (1795–1866), US-amerikanischer Industrieller
- Baldwin, Melvin (1838–1901), US-amerikanischer Politiker
- Baldwin, Michael (* 1945), britischer Konzeptkünstler, Autor und Gründungsmitglied der Künstlergruppe Art & Language
- Baldwin, Mike (* 1955), US-amerikanischer Motorradrennfahrer
- Baldwin, Neil, britischer Clown
- Baldwin, Oliver, 2. Earl Baldwin of Bewdley (1899–1958), britischer Schriftsteller und Politiker
- Baldwin, Peter (1931–2017), US-amerikanischer Schauspieler und Fernsehregisseur
- Baldwin, Ralph B. (1912–2010), amerikanischer Astrophysiker, der entscheidende Arbeiten zu Mondkratern leistete
- Baldwin, Raymond E. (1893–1986), US-amerikanischer Politiker
- Baldwin, Richard, amerikanischer Wirtschaftswissenschaftler und Hochschullehrer
- Baldwin, Robert (1804–1858), kanadischer Anwalt und Politiker
- Baldwin, Roger Sherman (1793–1863), US-amerikanischer Politiker und Jurist
- Baldwin, Sally (1940–2003), britische Sozialwissenschaftlerin und Hochschullehrerin
- Baldwin, Simeon (1761–1851), US-amerikanischer Politiker
- Baldwin, Simeon Eben (1840–1927), US-amerikanischer Politiker
- Baldwin, Stanley (1867–1947), britischer Politiker, Mitglied des House of Commons und Premierminister
- Baldwin, Stephen (* 1966), US-amerikanischer SchauspielerStephen Baldwin (* 1966)

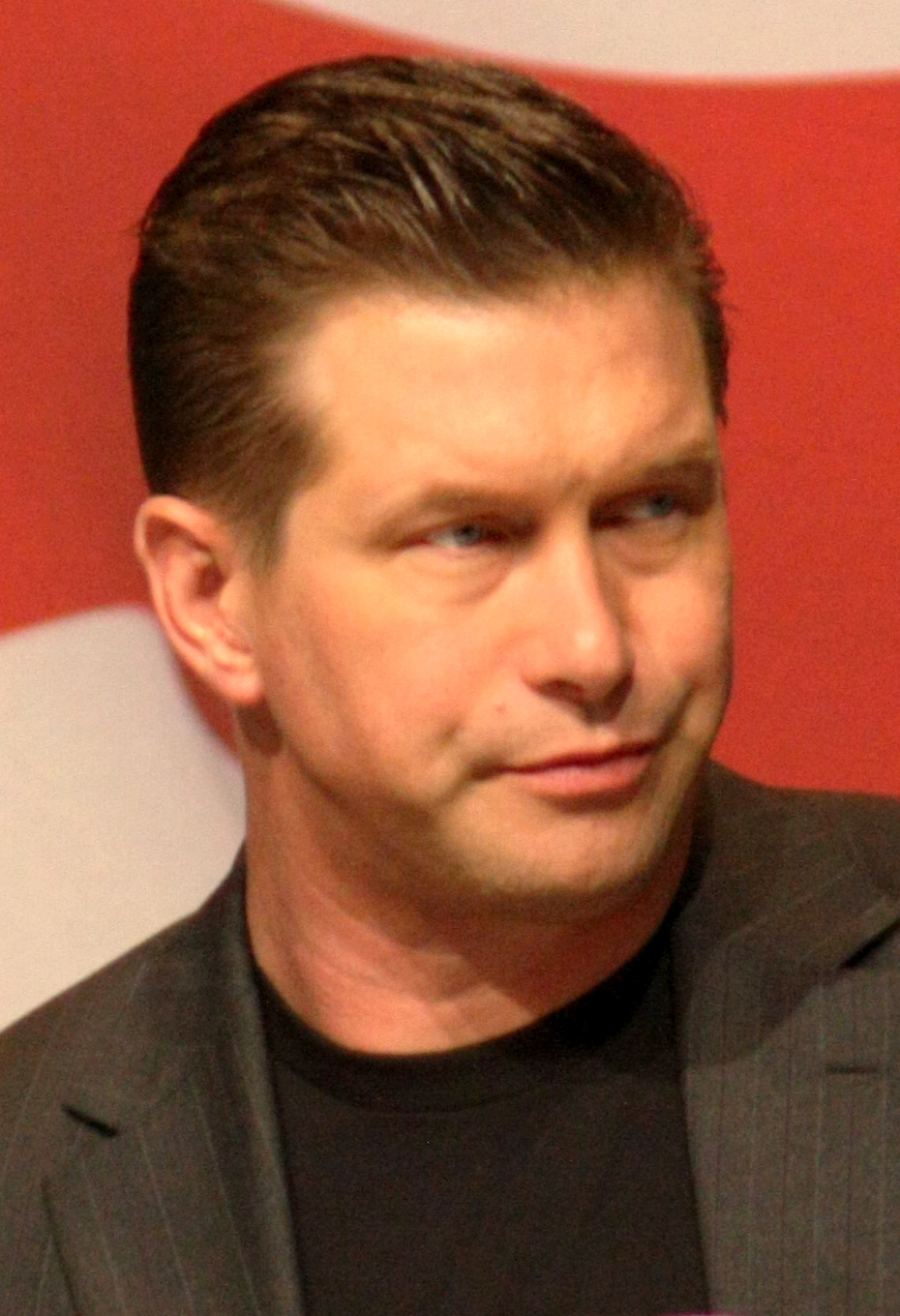
Stephen Baldwin (* 1966)

- Baldwin, Tammy (* 1962), US-amerikanische Politikerin
- Baldwin, Thomas († 2022), US-amerikanischer Drehbuchautor, Filmregisseur, Filmproduzent und Schauspieler
- Baldwin, Thomas Scott (1854–1923), US-amerikanischer Ballonfahrer und Flugpionier
- Baldwin, Vincent John (1907–1979), US-amerikanischer Geistlicher und Weihbischof in Rockville Centre
- Baldwin, Walter (1889–1977), US-amerikanischer Charakterdarsteller
- Baldwin, William (* 1963), US-amerikanischer Schauspieler
- Baldwin, William Edwin (1827–1864), General der Konföderierten Staaten im Amerikanischen Bürgerkrieg

### Baldy
- Baldy, Daniel (* 1994), deutscher Politiker (SPD), MdB
- Bałdych, Adam (* 1986), polnischer Jazzmusiker
- Bałdyga, Janusz (* 1954), polnischer Künstler
- Baldytschewa, Nina Wiktorowna (1947–2019), russische Skilangläuferin

### Baldz
- Baldžius, Juozas (1902–1962), litauischer Ethnologe, Bibliothekar und Hochschullehrer